# Ludwig-Donau-Main-Kanal
Der Ludwig-Donau-Main-Kanal (auch Ludwigskanal oder regional „Alter Kanal“ genannt) war im 19. und 20. Jahrhundert eine 172,4 km lange Wasserstraße zwischen der Donau bei Kelheim und dem Main bei Bamberg. Im weiteren Sinne war der zwischen 1836 und 1846 erbaute Kanal Teil einer schiffbaren Verbindung zwischen der Nordsee bei Rotterdam und dem Schwarzen Meer bei Constanța. Durch die Überquerung der Europäischen Hauptwasserscheide nahm das ehrgeizige Bauvorhaben eine besondere Stellung ein. 100 Schleusen, teilweise in den Flüssen Altmühl und Regnitz, bewältigten insgesamt einen Höhenunterschied von 264 Metern (80 m Aufstieg von der Donau und 184 m Abstieg zum Main). Nachfolger des 1950 aufgelassenen Kanals ist der 1960 bis 1992 errichtete Main-Donau-Kanal.
Zwischen Beilngries und Nürnberg ist der Ludwig-Donau-Main-Kanal im historischen Umfang und mit einigen Funktionen weitgehend erhalten. Er wurde 2018 von der Bundesingenieurkammer als Historisches Wahrzeichen der Ingenieurbaukunst ausgezeichnet.

## Verlauf

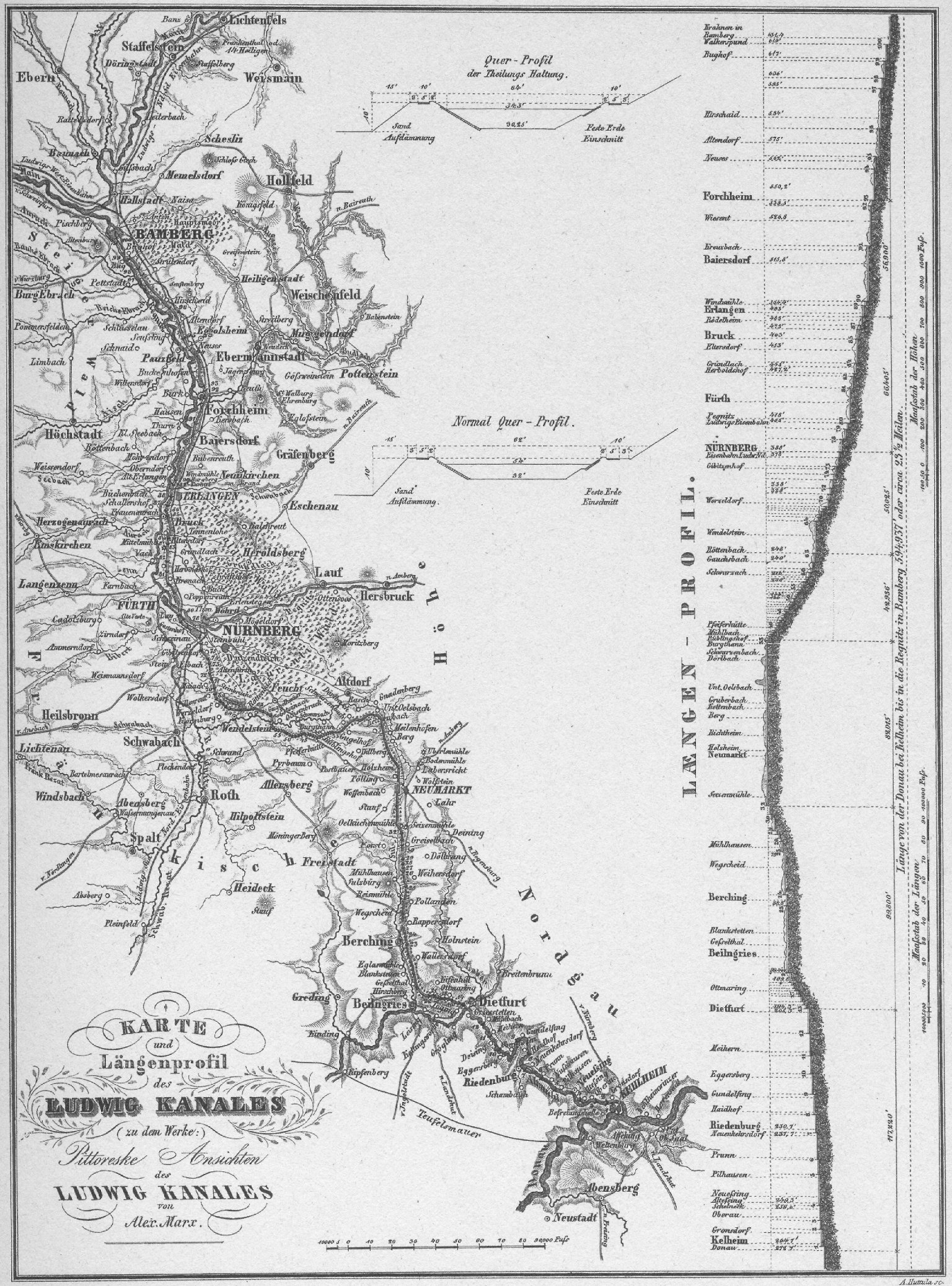
Karte und Längenprofil des Ludwig Kanales, Stahlstich (1845) von Alexander Marx

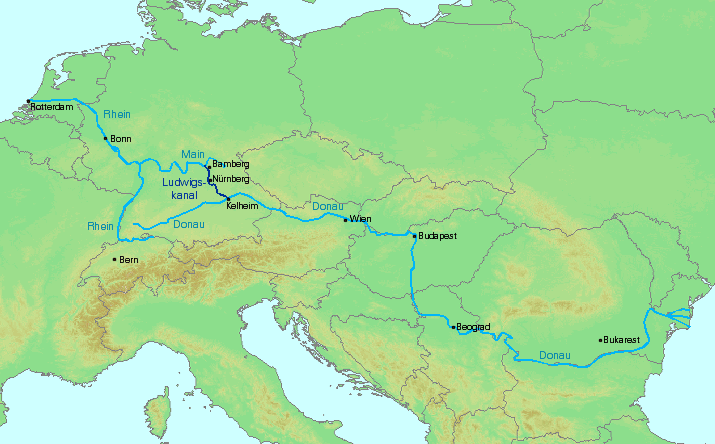
Der Ludwigskanal im europäischen Kontext

Der Ludwig-Donau-Main-Kanal, der bis auf zwei Abschnitte nicht mehr beschifft wird, begann offiziell bei Kilometer 0 an der Abzweigung aus der Donau in Kelheim. In der niederbayerischen Stadt befindet sich in einem kurzen Verbindungskanal von der Donau zur Altmühl die Schleuse 1 und an deren Oberhaupt der ehemalige Kanalhafen. Für den weiteren Verlauf wurde das Bett der Altmühl bis km 32,9 und Schleuse 13 bei Dietfurt an der Altmühl schiffbar gemacht. Anschließend begann der Stillwasserkanal, der zunächst weiter in westlicher Richtung bis Beilngries im Ottmaringer Tal verlief. Das Kanalbett des Ludwigskanals zwischen Kelheim und Beilngries wurde in den 1980er und 1990er Jahren größtenteils durch dessen historischen Nachfolger, den Main-Donau-Kanal (MDK), überbaut.
Noch vor Beilngries zweigt der Verlauf des Alten Kanals nach Norden ab. Das heute weitgehend erhaltene, aber trockene Kanalbett folgt parallel dem wenige hundert Meter westlich verlaufenden Main-Donau-Kanal und der Sulz. Nördlich von Beilngries beginnt ein etwa 65 km langer Abschnitt, in dem der Kanal noch heute Wasser führt und die meisten Bauwerke wie Schleusen und Brücken erhalten sind. Bei Mühlhausen (Oberpfalz) verlässt der neue Kanal die Route des historischen Vorgängers, die weiter nach Norden bis Neumarkt in der Oberpfalz führt.
Vor Neumarkt in der Gemeinde Sengenthal erreicht der Ludwig-Donau-Main-Kanal nach Schleuse 32 und einem bewältigten Höhenunterschied von 80 Metern seine Scheitelhaltung. Auf 417 m ü. NN (Wasserspiegelhöhe) überquert dieser 24 Kilometer lange Teil des Kanals noch heute die Europäische Hauptwasserscheide. Bei Berg bei Neumarkt in der Oberpfalz verläuft dieser Abschnitt nach Westen. Die folgende Schleuse 33 befindet sich erst bei km 85,8 bei Burgthann im Landkreis Nürnberger Land.
Der Ludwigskanal erreicht über Röthenbach bei Sankt Wolfgang, Wendelstein und Worzeldorf das Stadtgebiet Nürnbergs. Nach Schleuse 72 (km 108,2) verschwindet das Wasser des Kanals in einem Überlaufbauwerk und einem Rohr, das zum westlich gelegenen Main-Donau-Kanal führt. Der Kanal folgt heute im weiteren Verlauf einem 1,5 km langen Alleeweg in Nürnberg-Gartenstadt. Das Kanalbett wurde hier mit Erde aufgeschüttet, die heute von Gras bedeckt ist. Kanalweg und Schleusen sind hier dennoch gut zu erkennen.
Es folgt ein etwa 40 km langer Abschnitt, der in den 1960er Jahren fast komplett von der Bundesautobahn 73 (Frankenschnellweg) überbaut wurde. Lediglich einige Reste wie Grenzsteine oder das Kanaldenkmal in Erlangen erinnern zwischen Nürnberg und Forchheim an den einst hier verlaufenden Ludwig-Donau-Main-Kanal. Ab Neuses an der Regnitz folgte die Wasserstraße wiederum dem heutigen Verlauf des Main-Donau-Kanals. Zwischen Forchheim und Bamberg existieren noch einige trockengelegte Schleusen und Schleusenwärterhäuser. Im Bamberger Stadtteil Bug mündete der Ludwigskanal bei Schleuse 99 und km 169,3 in die Regnitz. Der eigentliche Stillwasserkanal erreichte damit eine Länge von 136,4 km.
Die Wasserstraße folgte dem westlichen Arm der Regnitz, die sich vor der Bamberger Innenstadt teilt. Nach der heute noch genutzten Schleuse 100 hatte die Wasserstraße am sogenannten Nonnengraben endgültig das Niveau der Regnitz erreicht. Dadurch konnte das letzte Hindernis, das Bamberger Mühlenviertel, umfahren werden. Der von der Scheitelhaltung bis hier überwundene Höhenunterschied betrug 184 Meter. In einigen Quellen wird auch die sogenannte Schleuse 101 erwähnt. Durch ein ab 1858 errichtetes Stauwehr und diese Schleuse konnte die Regnitz bis zur Mainmündung bei Bischberg von Kanalschiffen befahren werden.

### Kurzübersicht nach Orten
Verlauf von Kelheim über Alt-Essing, Neu-Essing, Burg Randeck, Burg Prunn, Riedenburg, Untereggersberg, Obereggersberg, Deising, Meihern, Mühlbach, Griesstetten, Dietfurt, Töging, Ottmaring, Beilngries, Biberbach, Plankstetten, Berching, Mühlhausen, Buchberg, Neumarkt, Holzheim, Berg, Rasch, Schwarzenbach, Burgthann, Pfeifferhütte, Gugelhammer, Röthenbach, Wendelstein, Worzeldorf, Gibitzenhof, Nürnberg, Eberhardshof, Doos, Fürth, Steinach, Herboldshof, Erlangen-Eltersdorf, Bruck, Erlangen, Möhrendorf, Baiersdorf, Kersbach, Forchheim, Neuses, Altendorf, Hirschaid, Strullendorf nach Bamberg.

## Planung und Bau

### Vorgeschichte

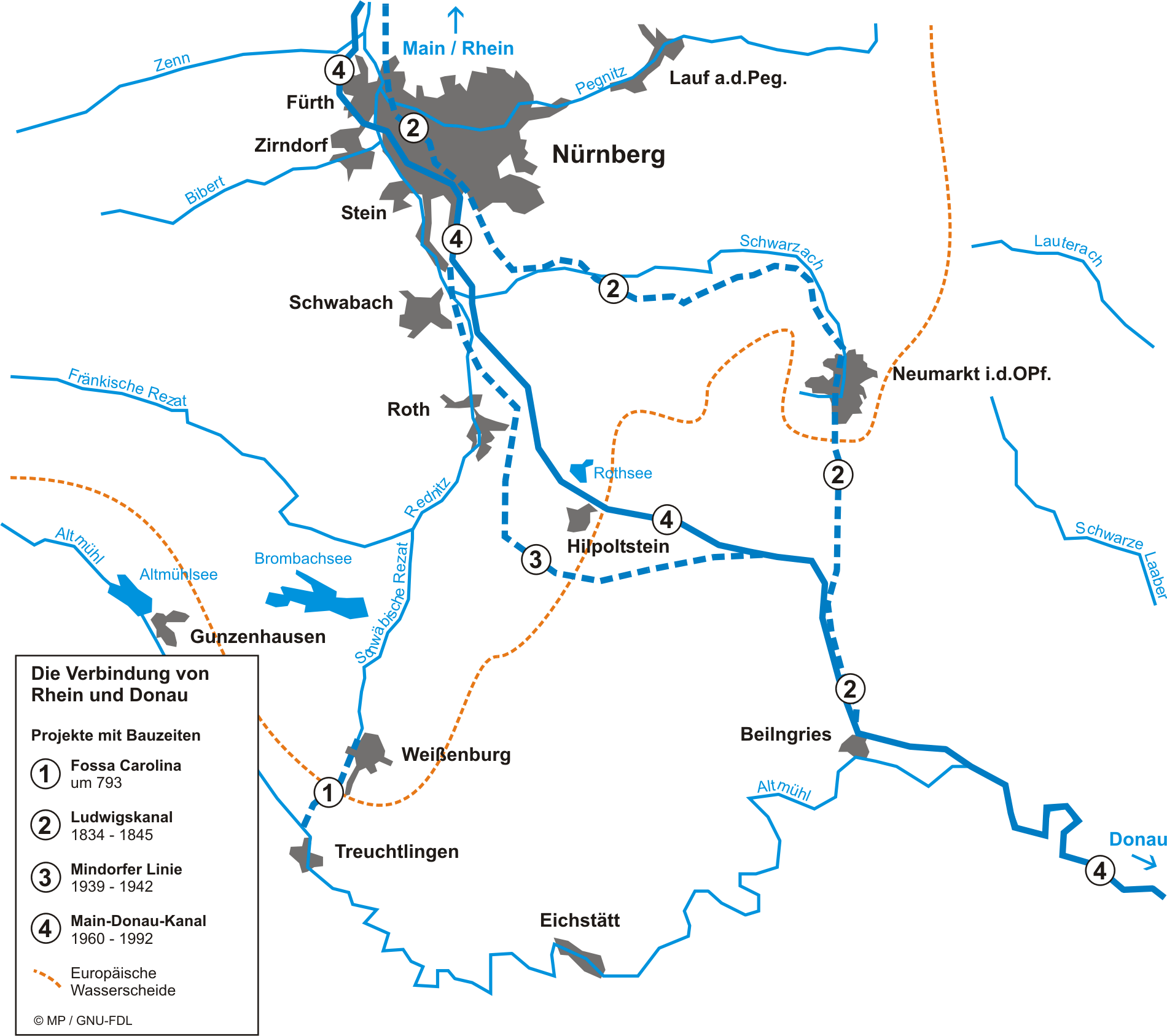
Verschiedene Projekte zur Verbindung von Rhein, Main und Donau

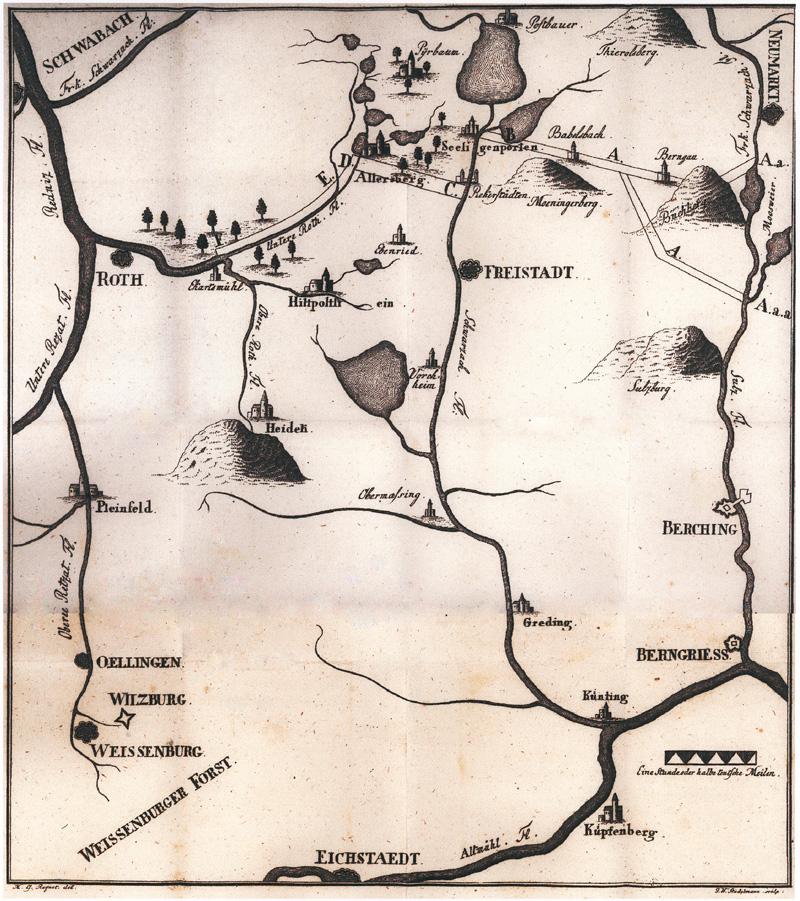
Karte des Kanalprojekts von Michael Georg Regnet, 1801

Die süddeutsche Landschaft war in der Frühzeit noch eine schwer zugängliche Wildnis. Für die ersten Siedler waren die Flussläufe von Altmühl und Regnitz oft die einzigen Durchgangswege. Die Idee zum Bau einer schiffbaren Verbindung zwischen den Flüssen Rhein bzw. Main und Donau wurde bereits zur Zeit des Fränkischen Reiches erstmals verwirklicht. Gängige Theorien gehen davon aus, dass Karl der Große, damals noch König der Franken, im Jahr 793 die sogenannte Fossa Carolina (auch Karlsgraben genannt) errichten ließ. Diese Verbindung, damals noch mit Dämmen und Rollen statt Schleusen, verband die Altmühl mit der Schwäbischen Rezat in der Nähe des heutigen Ortes Treuchtlingen. Das Projekt konnte sich jedoch nicht durchsetzen und wurde schon kurz nach seinem Bau wieder aufgegeben. Es gibt aber auch andere Theorien, die von einer längeren Nutzungsdauer sprechen. Im dünn besiedelten Europa der folgenden Jahrhunderte verfolgte man keine ähnlichen Projekte mehr.
Erst im 17. Jahrhundert, nach dem Ende des Dreißigjährigen Krieges, wurden Überlegungen zur Schaffung einer solchen Wasserstraße wieder lebendig. So schlug 1656 Eberhard Wasserberg aus Emmerich dem Fürstbischof zu Eichstätt Marquard II. Schenk von Castell eine „Conjunction des Rheinstrombs Donawflusses und anderer kleiner Wasser …“ vor. Dieser veranlasste mit einem Empfehlungsschreiben an Bürgermeister und Rat der Stadt Nürnberg, dort seine Idee vorzutragen.
Der Alchemist und Wirtschaftstheoretiker Johann Joachim Becher beschrieb in seinem 1688 veröffentlichten Buch Politische Discvrs Von den eigentlichen Ursachen des Auf- und Abnehmens der Städte, Länder und Republiken einen „Kurtzen doch gründlichen Entwurff Aller derer Utilitäten, so aus der Vereinigung des Rheins mit der Donau vermittelst Schiffreichmachung und Vereinigung der Tauber und Wernitz …“.
Auch im 18. Jahrhundert entstanden verschiedene Vorschläge und Projekte zur Überwindung der Wasserscheide. Christoph Zippel und Georg Zacharias Haas regten in ihrer 1720 in Regensburg erschienenen Schrift Dissertatio Historica De Danubii Et Rheni Coniunctione eine Wiederaufnahme der Idee Karls des Großen an. Eine Illustration zeigt unter anderem die Darstellung eines Schiffshebewerks an der Fossa Carolina nach der Vorstellung des 18. Jahrhunderts. 1729 illustrierte Johann Georg Eckardt in seinem Beitrag Conspectus Fossae Carolinae pro conjunctione Danubii et Rheni ein ähnliches Konzept.
Nach der Französischen Revolution und mit Beginn der Industrialisierung Deutschlands im 19. Jahrhundert gab es weitere Untersuchungen und Planungen. Der Nürnberger Jurist Michael Georg Regnet schlug 1801 in seinem Werk Einige Fingerzeige zur Beförderung des großen Projektes die Donau mit dem Rheine zu vereinigen vor, einen Kanal im Gebiet des später realisierten Ludwigskanals anzulegen. Auch Carl Friedrich von Wiebeking kam 1806 nach einer Reise in das Gebiet der Fossa Carolina zu dem Schluss, eine Verbindung von Altmühl und Roth sei die günstigste Lösung. Durch die Napoleonischen Kriege traten diese und weitere Projekte wieder in den Hintergrund.

### Ludwig-Donau-Main-Kanal

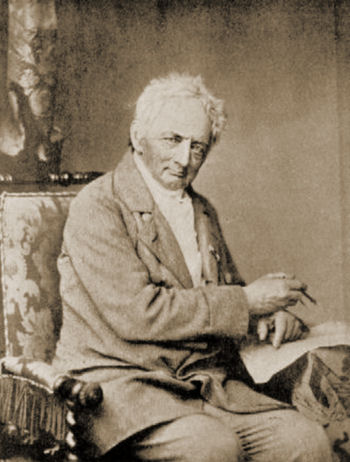
Heinrich Freiherr von Pechmann, 1861

Bereits im Jahr seiner Thronbesteigung 1825 beauftragte König Ludwig I. von Bayern den königlichen Baurat Heinrich Freiherr von Pechmann, Pläne für einen neuerlichen Versuch zu entwerfen. Von Pechmann schloss die Planung, bei der er sich für die Strecke Kelheim-Bamberg entschied, schon 1830 ab, 1832 wurde sie publiziert.
1834 erließ Ludwig I. das Gesetz, die Erbauung eines Kanals zur Verbindung der Donau mit dem Main betreffend und 1835 wurde ein Actienverein gegründet, der die Finanzierung des Kanalprojektes sicherstellen sollte.
Am 1. Juli 1836 begannen die auf sechs Jahre veranschlagten Arbeiten und bereits Ende 1839 waren die Erdarbeiten nahezu erledigt, nur an größeren Dämmen musste noch längere Zeit gearbeitet werden. Nach einem Zeitungsbericht von Ende 1840 waren 90 Schleusen fertiggestellt, „die Schiffsziehwege in der ganzen Länge des Kanals chaussirt und die Dämme berast, die Ufer mit Fruchtbäumen besetzt; sämtliche Schleußen- und Kanalwärterhäuser waren zum Theil der Vollendung nahe“.

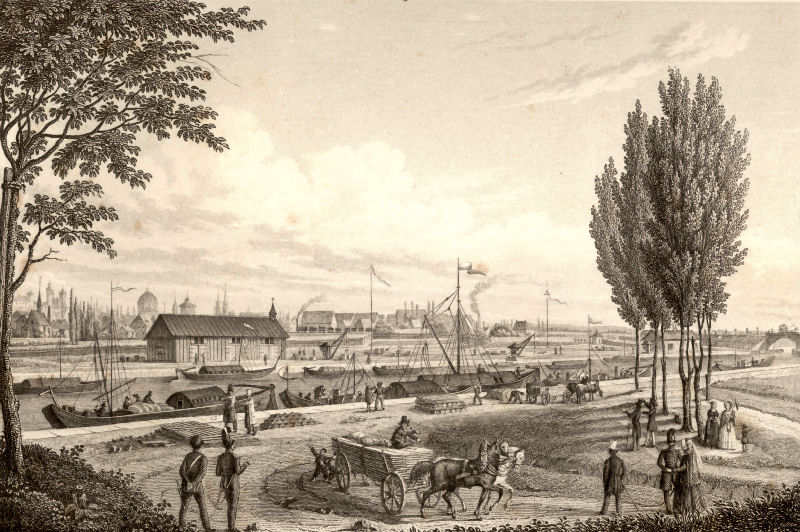
Kanalhafen von Nürnberg, Stahlstich (1845) von Alexander Marx

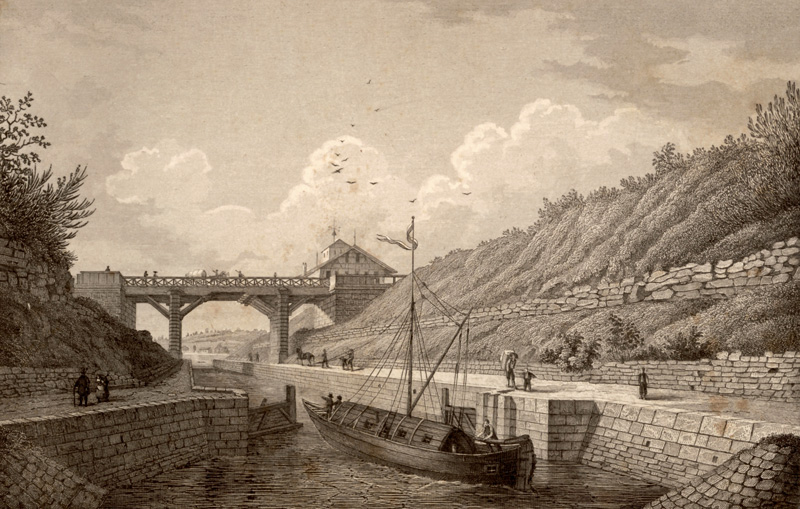
Dörlbacher Einschnitt, Stahlstich (1845) von Alexander Marx

Ab 1839 traten jedoch immer wieder Probleme auf – kleinere Dammbrüche waren zu beheben. Zum Jahresende 1842 war der Kanal immerhin „an den meisten Stellen so weit gediehen, daß er für die Schifffahrt tauglich erschien“. Dennoch wurde Pechmann 1843 als Erster Vorstand der Kanalbaudirektion in den Ruhestand versetzt. Die Probleme beim Bau des Kanals, speziell der nötige Abbruch und Wiederaufbau des Schwarzach-Brückkanals, werden neben Unstimmigkeiten mit Leo von Klenze, dem Vorstand der Obersten Baubehörde, als Gründe für die Entlassung angeführt. Verzögert wurde die Fertigstellung auch durch den Einbau zusätzlicher Stauwehre in der Altmühl, der durch die Erfahrungen nach einer Dürre im Jahre 1842 nötig wurde, um eine Mindestwassertiefe zu garantieren.
Der König ordnete die Eröffnung der Schifffahrt zwischen Nürnberg und Bamberg für den Mai 1843 an. Diese erfolgte am 6. Mai 1843 durch festlich geschmückte Schiffe mit voller Ladung, die in Bamberg unter Kanonendonner nach Nürnberg ablegten. Die Bauarbeiten im südlichen Abschnitt dauerten aufgrund von Hochwassern und Problemen mit der Geologie noch bis 1845.
An dem Projekt waren anfangs 3000 und später zeitweise 9000 Arbeiter beschäftigt. Das Kapital der Aktiengesellschaft, an dem das Königreich Bayern 25 % hielt, betrug 10 Millionen Gulden. Zum Absatz der Aktien wurde mit dem Bankhaus Rothschild ein Vertrag geschlossen, der diesem eine vierprozentige Verzinsung des Aktienkapitals ab dem 1. Juli 1842 versprach, sollte der Kanal bis zu diesem Zeitpunkt nicht vollständig betriebsbereit der Aktiengesellschaft übergeben worden sein. So beliefen sich die Kosten entgegen der geplanten 8 Millionen Gulden schließlich auf 17,5 Millionen Gulden.
Im August 1845 konnte der Kanal „in allen seinen Anlagen und Zubehörungen … als vollendet betrachtet“ und auch die Strecke Kelheim–Nürnberg eröffnet werden. Am 2. Juli 1846 wurde der Kanal nach insgesamt 10-jähriger Bauzeit an die Aktiengesellschaft übergeben und am 15. Juli 1846 erfolgte die feierliche Enthüllung des durch König Ludwig I. gestifteten Kanaldenkmals am Erlanger Burgberg. Der König selbst jedoch war bei dieser Feierlichkeit nicht anwesend. Der Entwurf des Monuments stammt von Leo von Klenze, die Figurengruppe von Ludwig Michael Schwanthaler.

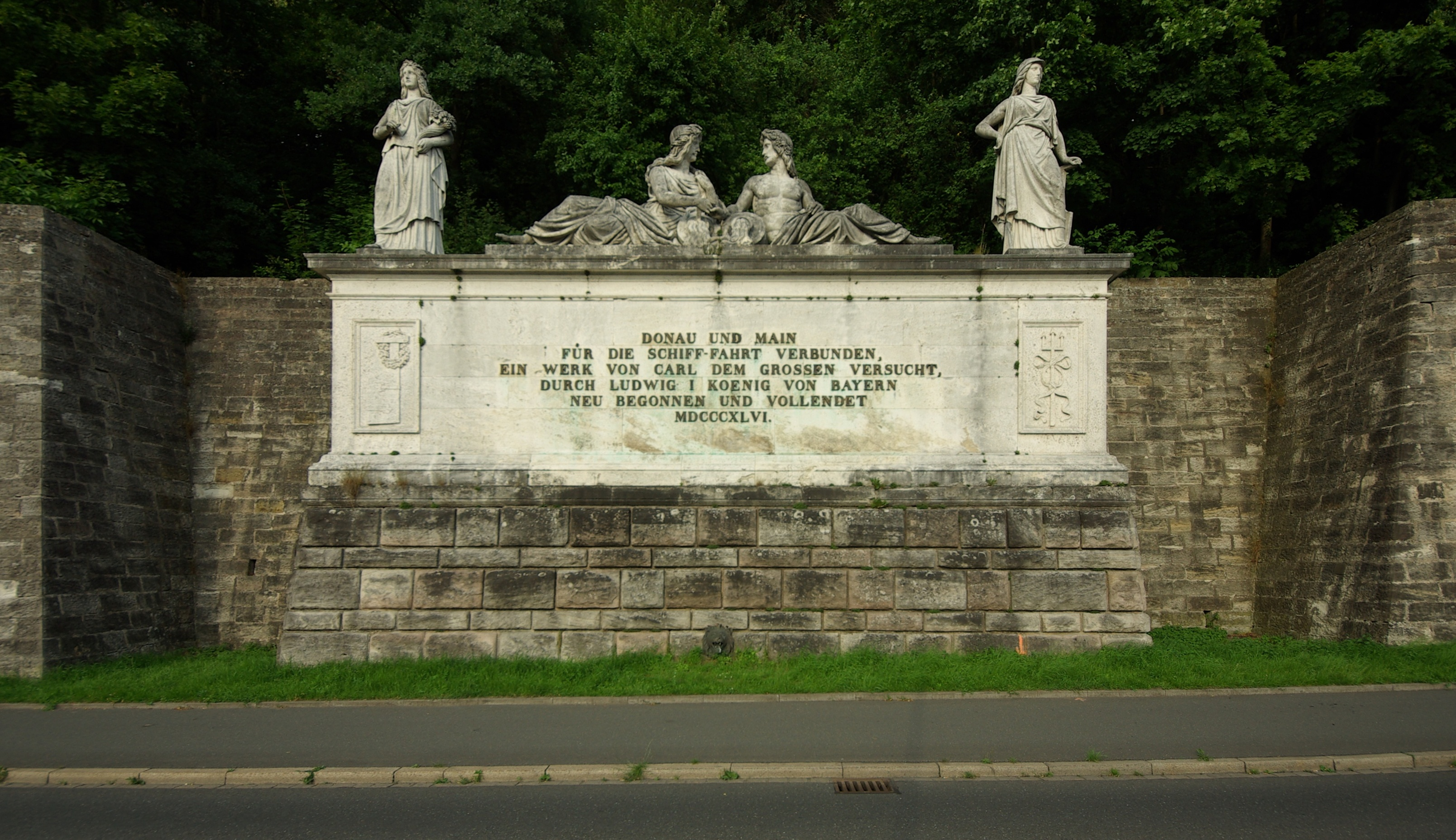
Kanaldenkmal (Ludwig Schwanthaler, 1846) in Erlangen, 2011.

Das Kanaldenkmal stellt die Vereinigung von Main und Donau (lat. Moenus et Danubius) durch eine Allegorie der beiden obenauf liegenden Figuren dar, welche sich über ihren Quellen die Hand reichen. Die Inschrift lautet:

## Ausbau und Abmessungen

### Regelquerschnitt des Kanals

Regelquerschnitt des Kanalbetts

Angelegt war der Kanal mit einer Tiefe von 1,46 Metern (plus 15 Zentimeter wegen eingeplanter Verschlammung) sowie einer Breite am Wasserspiegel von 15,76 Metern (54 Bayerische Fuß) und am Grund von 9,92 Metern (34 Fuß). Die Maße wählte von Pechmann auch, damit das ausweichende Wasser einem Schiff einen möglichst geringen Widerstand entgegensetzt. Dies machte ein Verhältnis von knapp 1:4 zwischen dem Querschnitt des Kanals (220 Quadratfuß ≈ 18,7 m²) und dem eines im Wasser liegenden Schiffes (57 Quadratfuß ≈ 4,80 m²) nötig.
Die mit gut 26° geneigte Böschung des Kanals wurde vom Wasserspiegel abwärts auf 4 Fuß gepflastert, um einer Erosion durch Wellenschlag vorzubeugen. Das eigentliche Kanalbett wurde nicht gepflastert oder verdichtet. Nach Beobachtungen und eigenen Versuchen hielt von Pechmann es für vollkommen ausreichend, das Wasser einer Haltung die ersten Tage mit Tonerde und Straßenschlamm zu versetzen. Der lockere, über weite Strecken sogar sandige Boden dichtete bis zur Eröffnung dadurch ausreichend ab, wobei Pechmann mit einem Wasserverlust der dreifachen Füllmenge pro Schifffahrtsjahr durch Versickern und Verdunsten rechnete.
In den tiefen Einschnitten bei Unterölsbach und Dörlbach verzichtete von Pechmann auf Uferböschungen und sparte so insgesamt gut 10 m Breite ein. Dort erhielt der Kanal senkrechte Stützmauern.
Nach mehreren Erdrutschen an der nördlichen Uferböschung des Dörlbacher Einschnitts wurde der Damm in den Jahren 2008 bis 2012 aufwändig gesichert und 2013 wieder für Radfahrer und Wanderer freigegeben.

### Regelschiffe auf dem Kanal

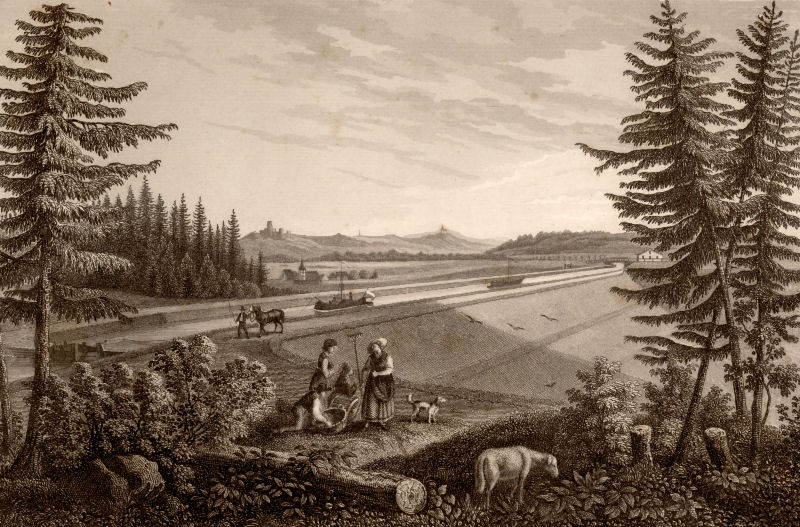
Treidelkähne am Gruberbachdamm bei Kettenbach, Stahlstich (1845) von Alexander Marx

Die damaligen Regelkähne des Kanals waren um die 24 Meter (80 bis 84 Fuß) lang, Langholzkähne sollten eine Länge von etwa 30 Meter (100 bis 104 Fuß) nicht überschreiten. Die Breite der Schiffe war auf ca. 4,20 Meter (14½ Fuß) an der Wasseroberfläche und ca. 4,00 Meter (14 Fuß) am Boden begrenzt. Der heute gering erscheinende maximale Tiefgang von etwa 1,16 Metern (4 Fuß) war angesichts der etwa 70 Zentimeter Tiefe von Main und Donau für damalige Verhältnisse relativ groß. Die Regelschiffe der Flüsse waren hingegen breiter als der Ludwigskanal. In Kelheim und Bamberg musste die Fracht auf die schmäleren Schiffe umgeladen werden. Die Kähne des Ludwigskanals konnten bis zu 120 Tonnen Fracht befördern. Zum Vergleich: Die Schiffe auf dem heutigen Main-Donau-Kanal gehören der 1200-Tonnen-Klasse an.
Die Treidelpfade entlang des Kanals waren auf eine Breite von je gut 2,30 Metern, auf Dämmen von gut 2,90 Metern, angelegt. Entlang des Stillwasserkanals gab es die Pfade an beiden Ufern, an den staugeregelten Flüssen Altmühl und Regnitz nur einseitig. An den Flusskreuzungen gab es Fährboote zum Übersetzen der Pferde.
Die Schiffe wurden im Stillwasserkanal meist von einem Pferd, an den Flüssen von bis zu drei Pferden gezogen, obwohl auch Menschen zugelassen waren (Treideln). Oft hatten die Kähne einen Treidelmast, an dem etwa 40 bis 80 Meter lange Seile befestigt waren. Um die Jahrhundertwende ließ die Bedeutung der Treidelpfade nach, da sich der Antrieb per Dampfmaschine und Propeller durchsetzte.

## Schleusen

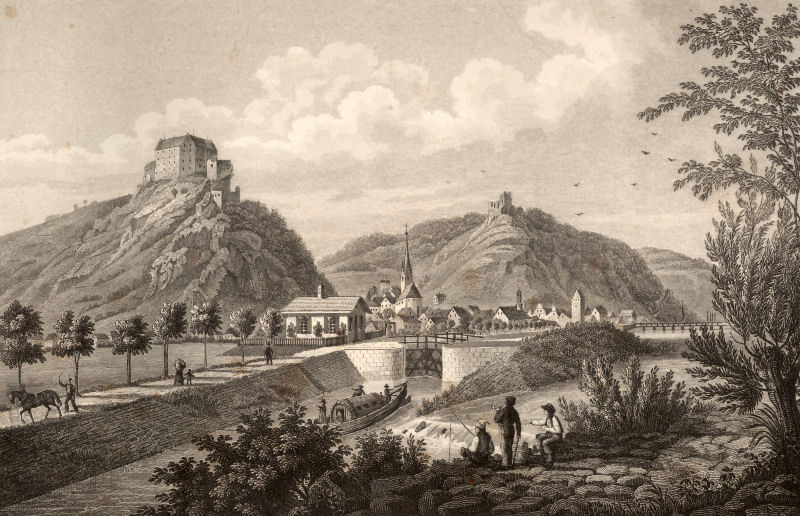
Schleuse 7 mit Schleusenwärterhaus an der Altmühl bei Riedenburg, Stahlstich (1845) von Alexander Marx

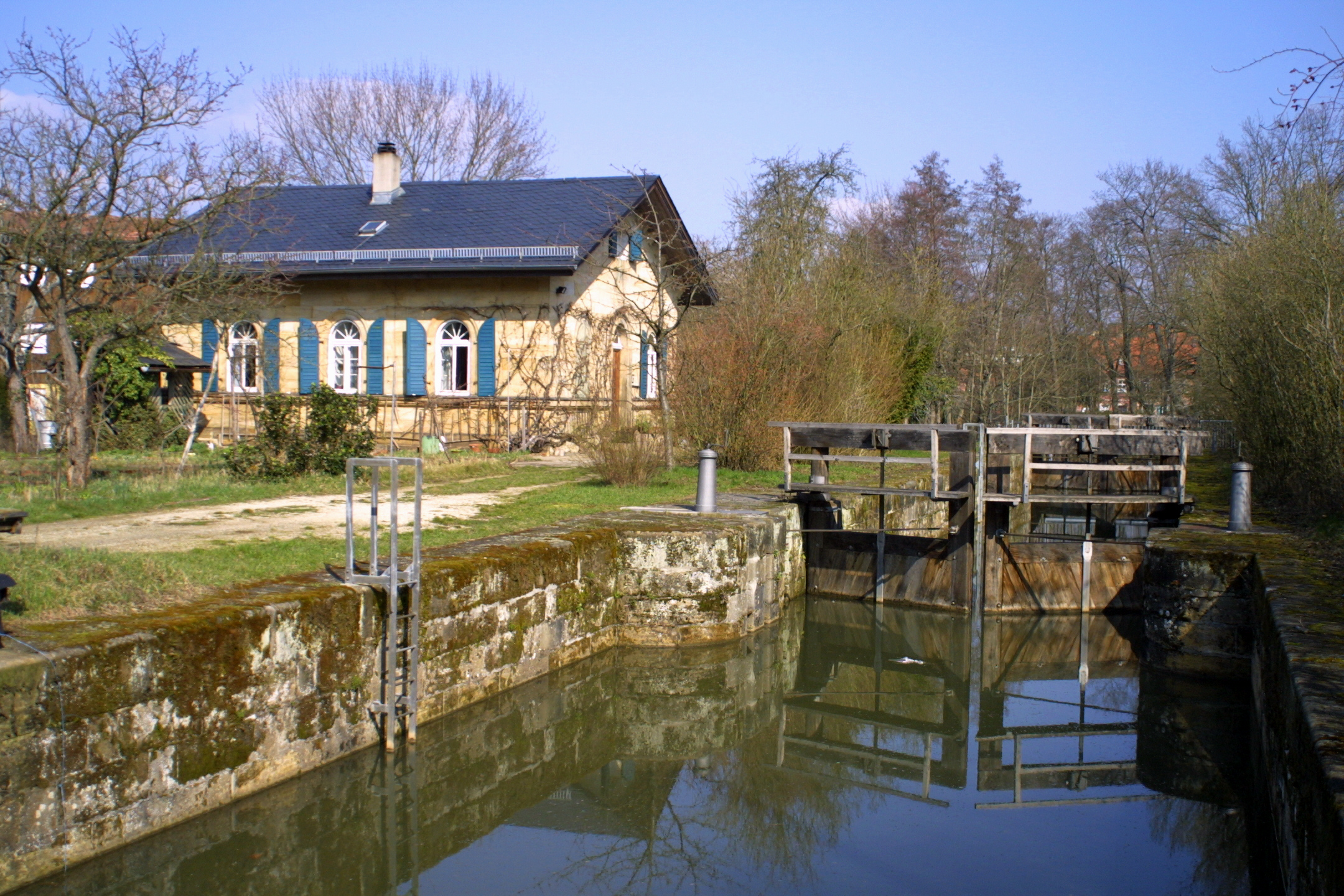
Schleuse 100 mit Schleusenwärterhaus in Bamberg, 2004

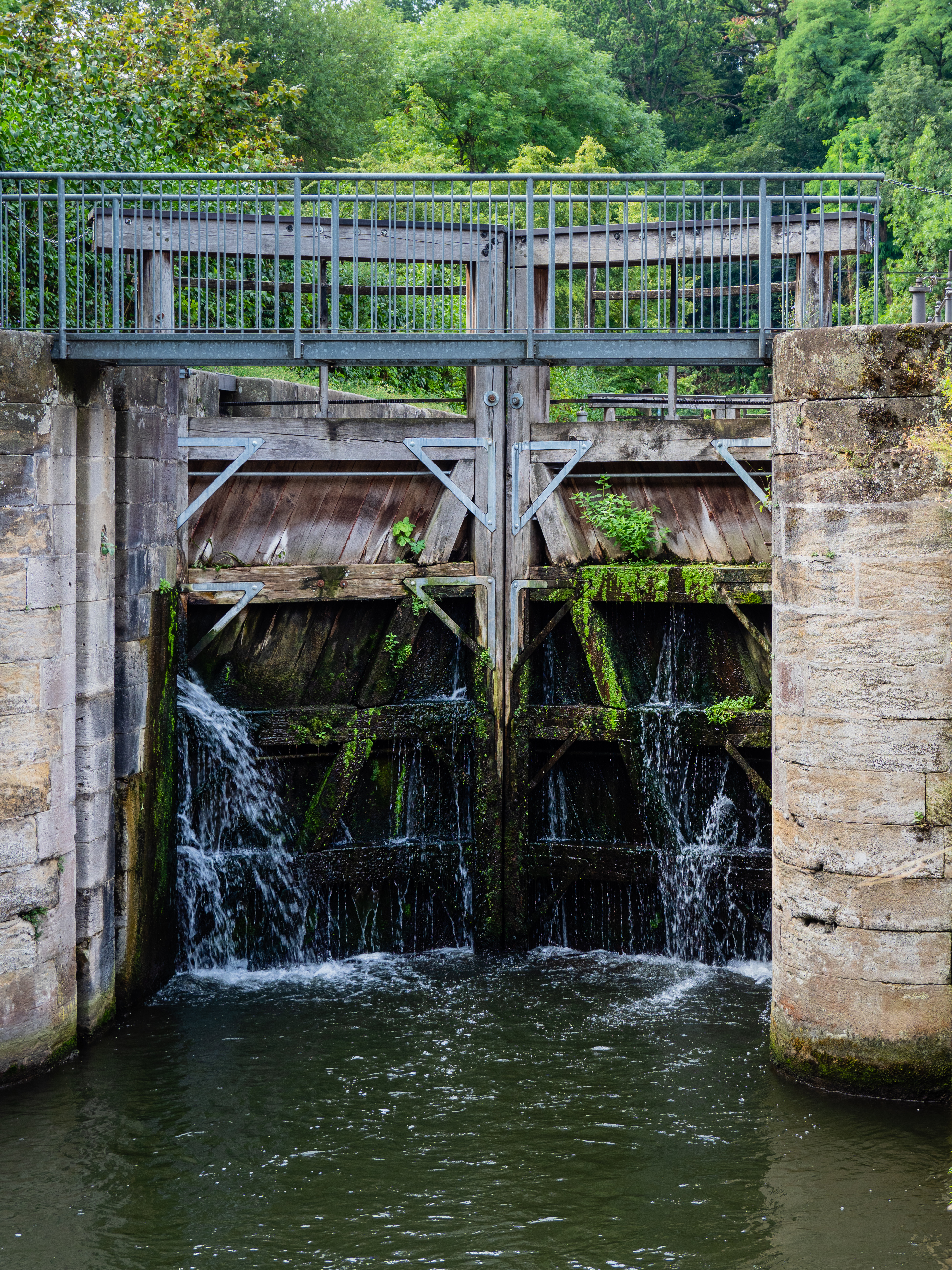
Schleusentor der Schleuse 100

Von den einst 100 Schleusen sind knapp zwei Drittel heute noch erhalten, einige wurden allerdings verfüllt. Die Schleusenkammern waren 4,67 Meter (16 Fuß) breit und hatten im Abstand von 34,15 Metern (117 Fuß) angebrachte äußere Tore. Die meisten Schleusen verfügten über ein drittes Tor, das die Kammer auf ca. 28,30 Meter (97 Fuß) verkürzte und bei kürzeren Schiffen einen Sparbetrieb ermöglichte. Dieses dritte Torpaar gab es nicht bei den Schleusen an der Altmühl, den Schleusen an der Regnitz bei Erlangen und der Schleuse 100 in Bamberg, weil es dort nicht nötig war, Wasser zu sparen.
Der durch die Schleusen überwundene Niveauunterschied betrug zwischen 2,33 Meter und 3,20 Meter. Jeder Schleusungsvorgang bedeutete einen Zeitaufwand von etwa 10 bis 15 Minuten. Gegründet wurden die Schleusen auf Holzpfähle, die Mauern bestanden aus Hausteinen der Umgebung in Verbindung mit halbhydraulischem Kalk. Die Schleusentore waren aus Eichenholz und wurden bei etlichen erhaltenen Bauwerken durch Fallmauern am Oberhaupt ersetzt, da sie baufällig waren.

### Die Schleusung
Bei der Schleusung wurde zunächst der Wasserausgleich durch ein zahnstangengetriebenes Schütz (Schiebeverschluss) im Tor hergestellt und die Tore dann mit Stangen auf- bzw. zugezogen, ohne gegen den Wasserdruck arbeiten zu müssen. Ursprünglich waren die Tore durch lange Balken über das Scharnier hinaus verlängert und wurden damit als Hebelarme bewegt. Die Balken wurden jedoch schon bald nach Eröffnung abgesägt und durch das Stangenverfahren ersetzt, obwohl es mehr Kraftaufwand bedurfte. Dies ist nur eine von mehreren Änderungen, die sowohl während des Baus als auch danach immer wieder durchgeführt wurden und – nach von Pechmanns Dokumentation – technisch oft nicht nur unnötig, sondern sogar kontraproduktiv waren. Verantwortliche hierfür nennt Pechmann nicht, lässt jedoch durchklingen, es handelte sich dabei um „von oben“ protegierte Kollegen.
Eine Schleusenfüllung benötigte bis zu 510.000 Liter Wasser. Da es keine Sparbecken gab, floss bei jeder Schleusung ein Großteil des Inhalts einer Schleusenkammer in Richtung Tal ab. Eine der größten Herausforderungen des Projektes bestand deshalb vor allem darin, den Kanal ohne den damals noch aufwendigen Einsatz von Schöpfwerken ausreichend mit Betriebswasser zu versorgen.

### Die Schleusenwärter

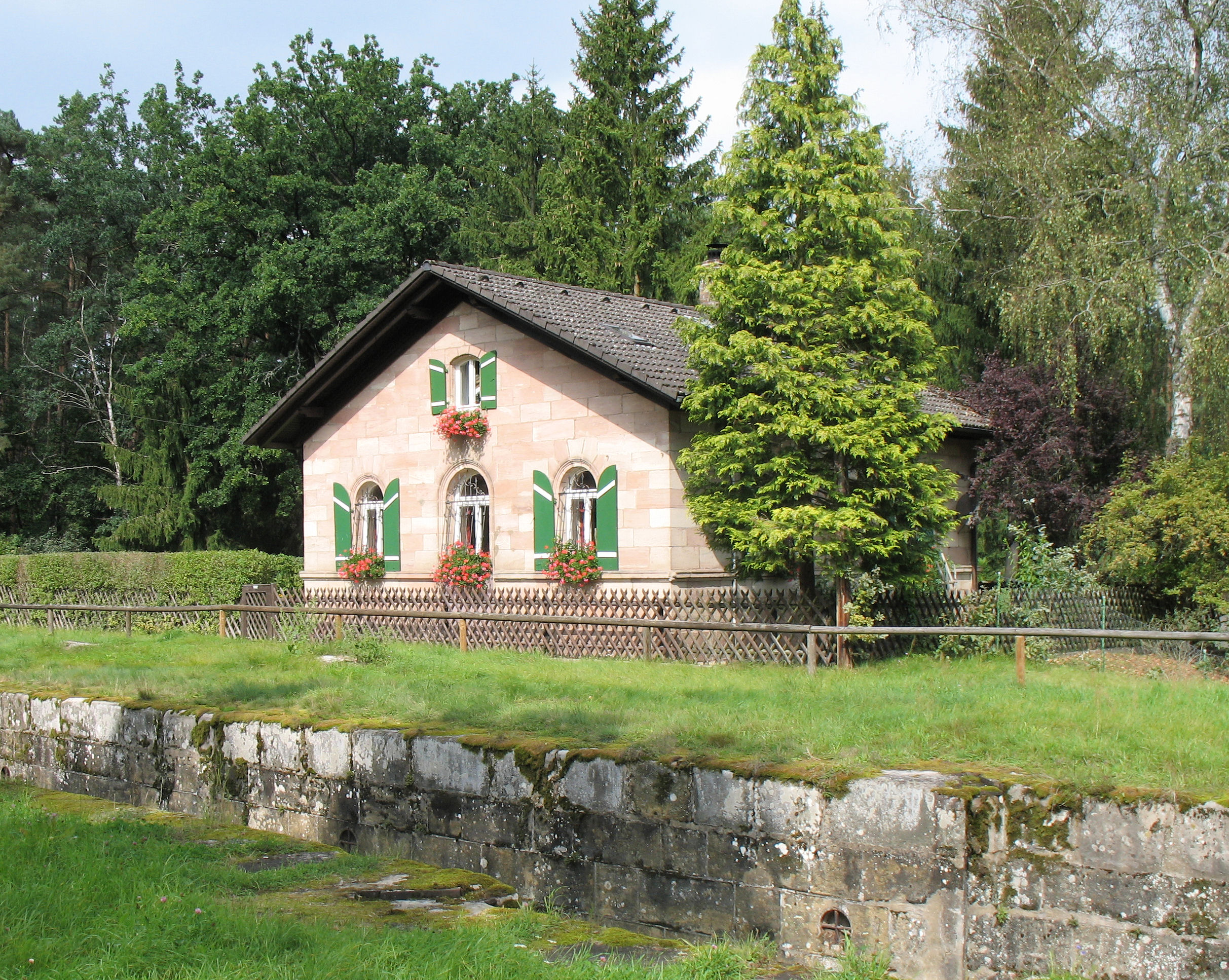
Schleusenwärterhaus der Schleuse 61 bei Feucht, 2007

An der Strecke standen 69 Schleusen- und Kanalwärterhäuser, die nach einem Musterplan gebaut waren, der im Detail je nach Gelände angepasst werden konnte. Nach Angaben von Pechmann stammte der Musterplan für die einstöckigen Häuser ebenfalls von ihm, erfuhr jedoch eine Korrektur durch den Baukunstausschuss (unter Leo von Klenze), sodass sie „einen freundlichen und gefälligen Anblick gewähren“ konnten. Die dazugehörenden Grundstücke waren zum Gemüseanbau und zur Tierhaltung für die dort lebenden Schleusenwärter und Aufseher vorgesehen.
Die Schleusenwärter und ihre Gehilfen waren sowohl für die Bedienung der Schleusen (im Schnitt drei Schleusen) als auch für die Instandhaltung und Pflege des Kanals und seiner Anlagen zuständig. Ganz oben in der Hierarchie standen die Kanalmeister, die alles kontrollierten und überwachten. Sie mussten auch die Grundstückspacht kassieren und das Obst der 40.000 entlang der Strecke gepflanzten Kanalbäume versteigern.
Noch erhaltene Schleusenwärterhäuser stehen unter anderem in Nürnberg-Worzeldorf, Burgthann, Sengenthal, Kelheim, Forchheim (⊙), Schwarzenbruck und Bamberg.

## Weitere Bauwerke

### Wege- und Straßenbrücken

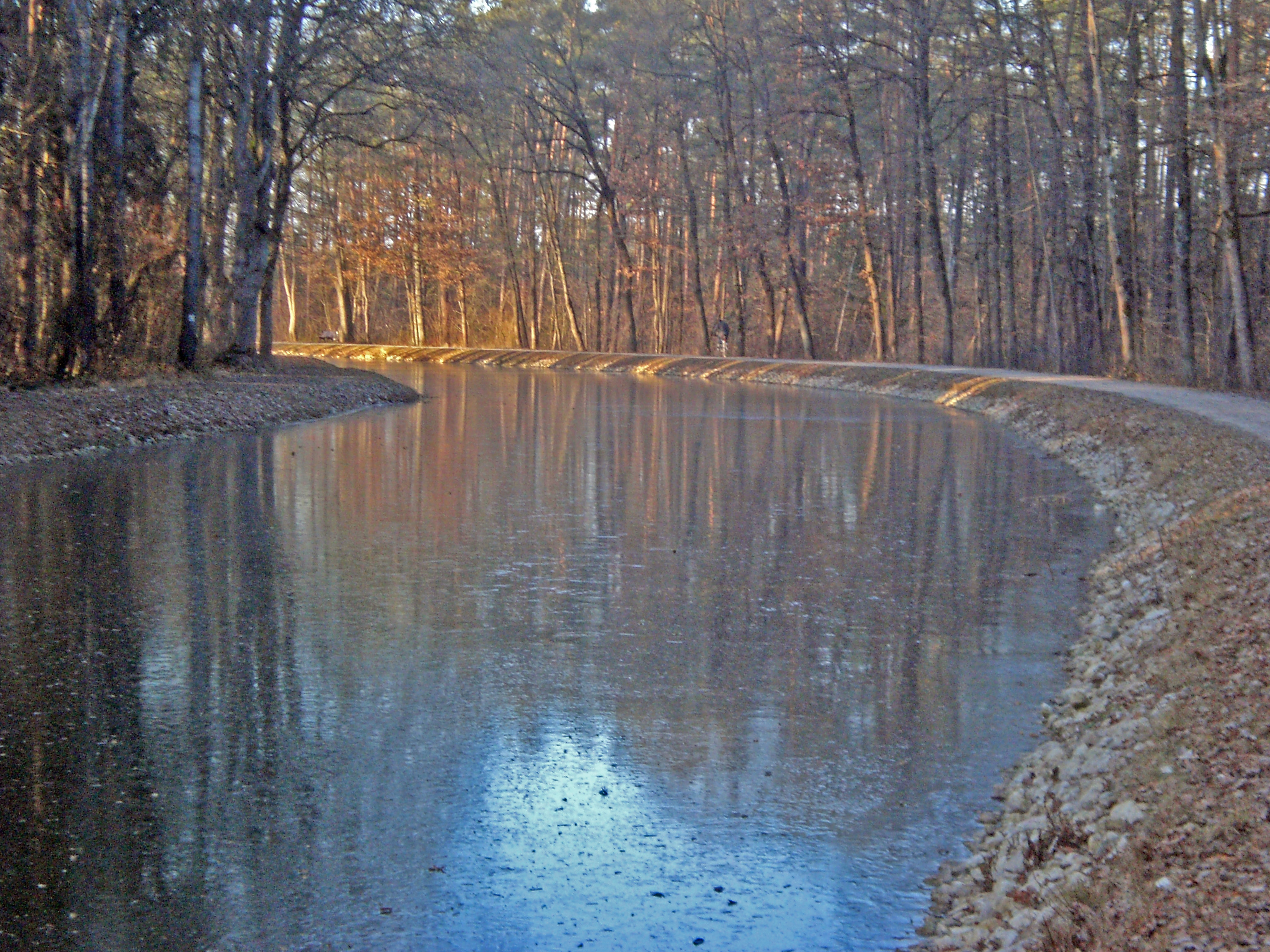
Kanalabschnitt bei Feucht (2024)

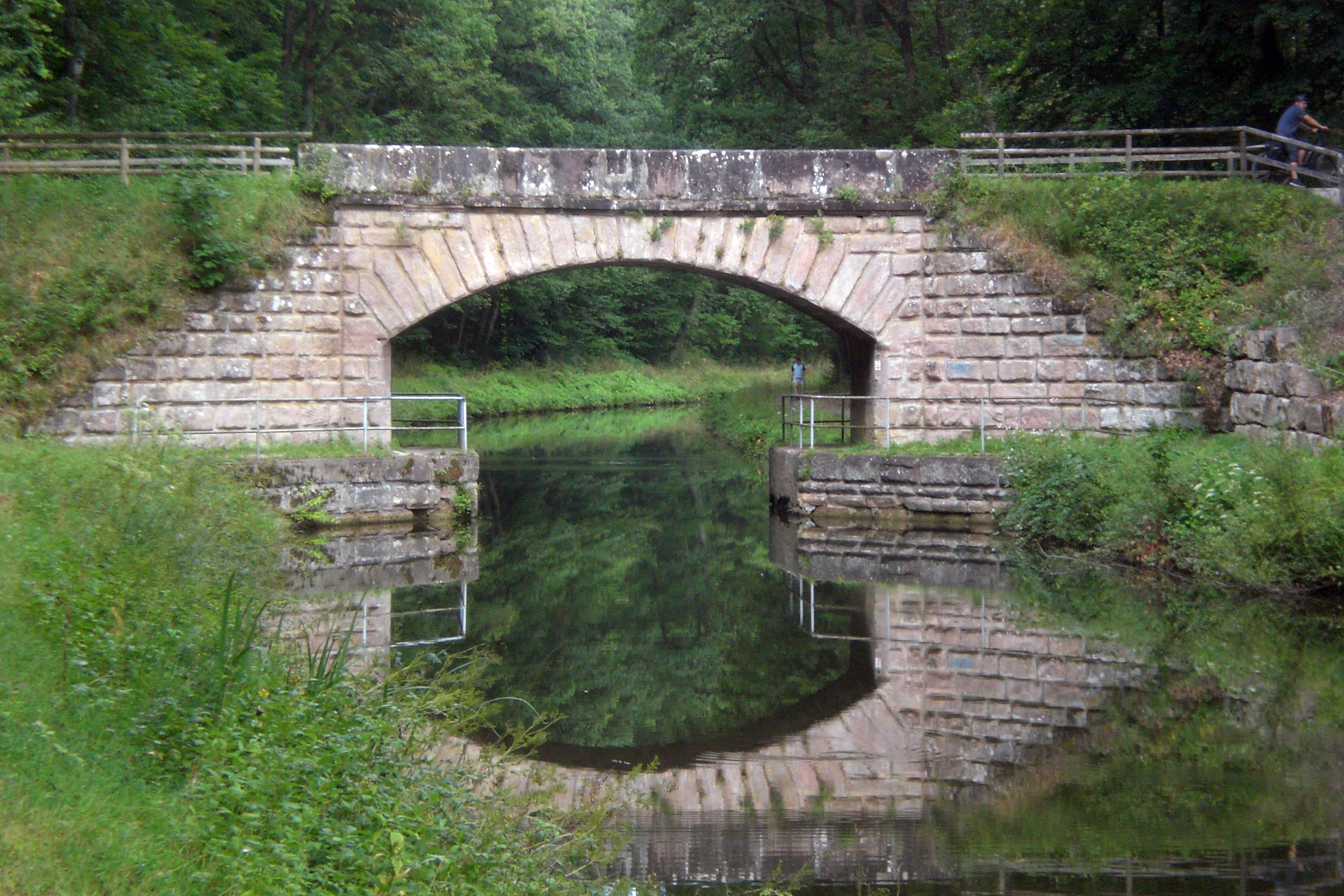
Sorger Brücke bei Sorg, 2024

Auf der gesamten Länge des Kanals gab es knapp 100 Brücken über den Ludwig-Donau-Main-Kanal, inklusive der Schleusenbrücken waren es sogar 117 bzw. 127. Rund die Hälfte waren steinerne Flachbogenbrücken nach dem Vorbild der Sorger Brücke, die anderen – aus Kostengründen – Flachbrücken mit gemauerten Widerlagern und hölzerner Fahrbahn, die für kleinere Straßen zum Einsatz kamen.
Bei den meisten Brücken führten die Treidelpfade unter dem Brückenbogen hindurch. Dies hatte den Vorteil, dass die Zugpferde der Schiffe nicht aus- oder umgespannt werden mussten. Daneben gab es auch neun steinerne Rundbogenbrücken ohne darunter verlaufende Treidelpfade, die zu Pechmanns „Erstaunen und Unwillen“ während seiner Abwesenheit nach Vorbildern des Canal du Rhône au Rhin errichtet wurden. Zwei davon sind noch erhalten, bei Schloss Gugelhammer und in der Nürnberger Gartenstadt. An allen Brücken verengte sich der Kanal auf 5,84 m Breite.

### Brückkanäle

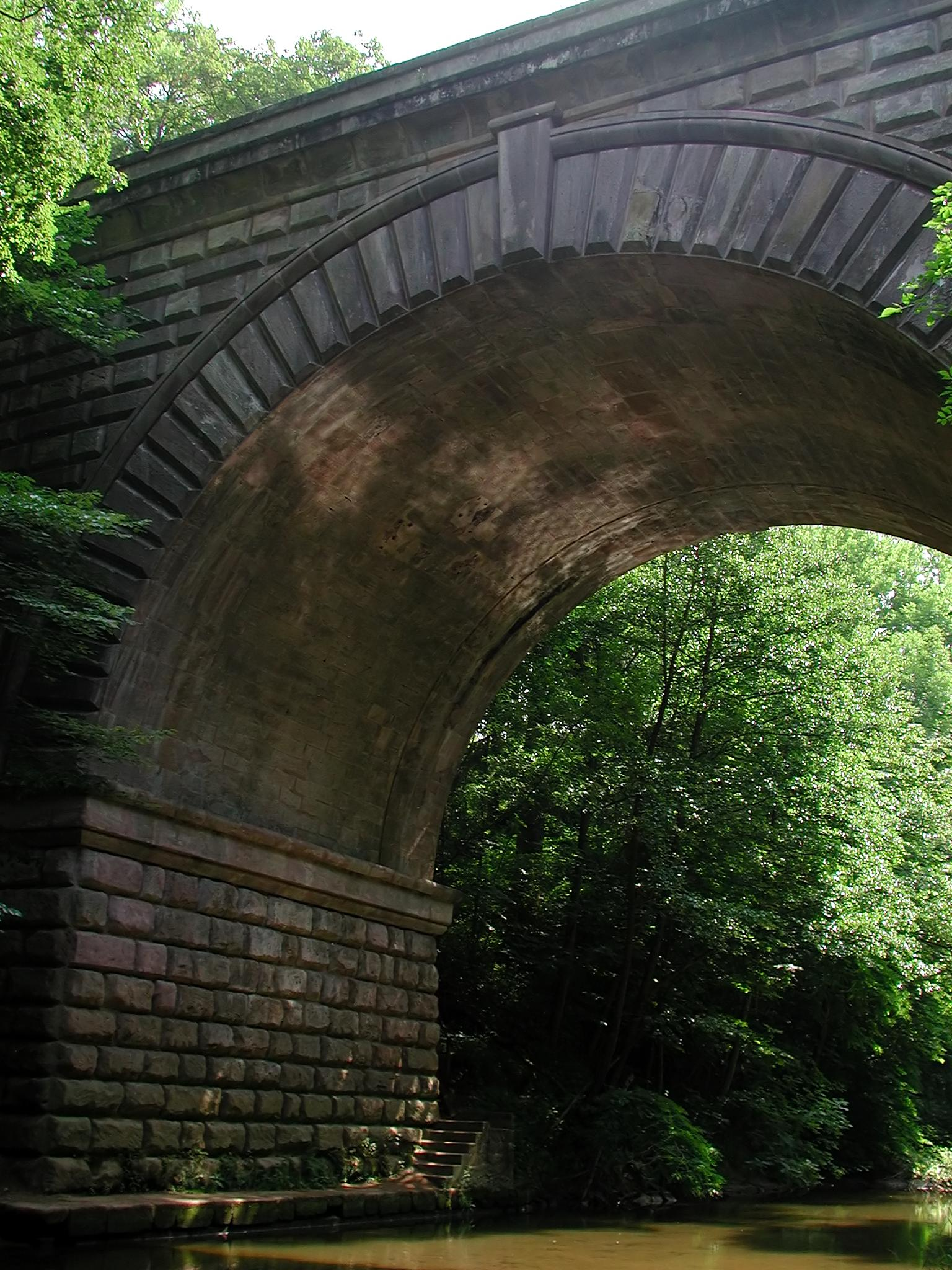
Schwarzach-Brückkanal bei Schwarzenbruck, 2005

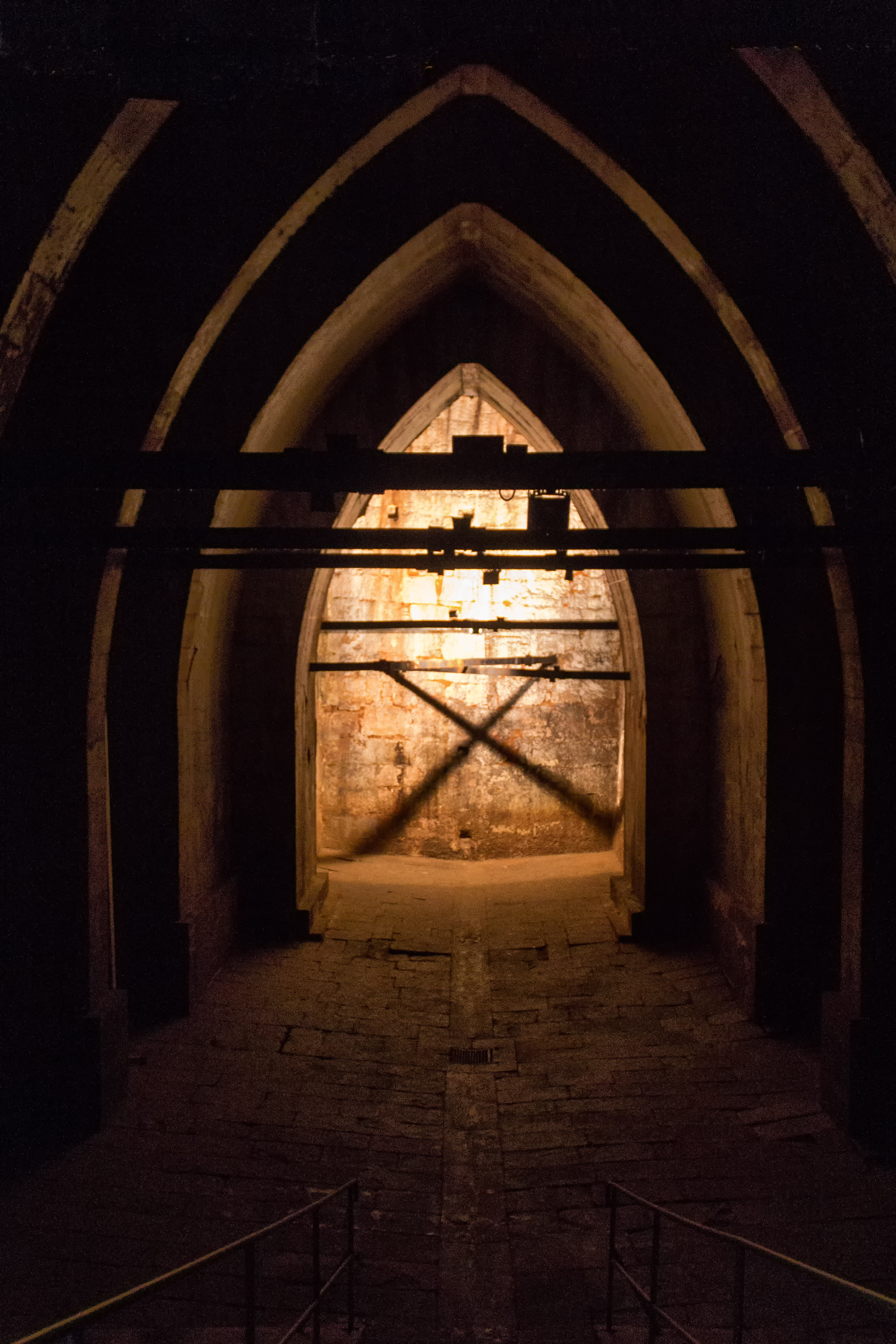
Innenansicht des südlichen Widerlagers des Schwarzach-Brückkanals, 2018

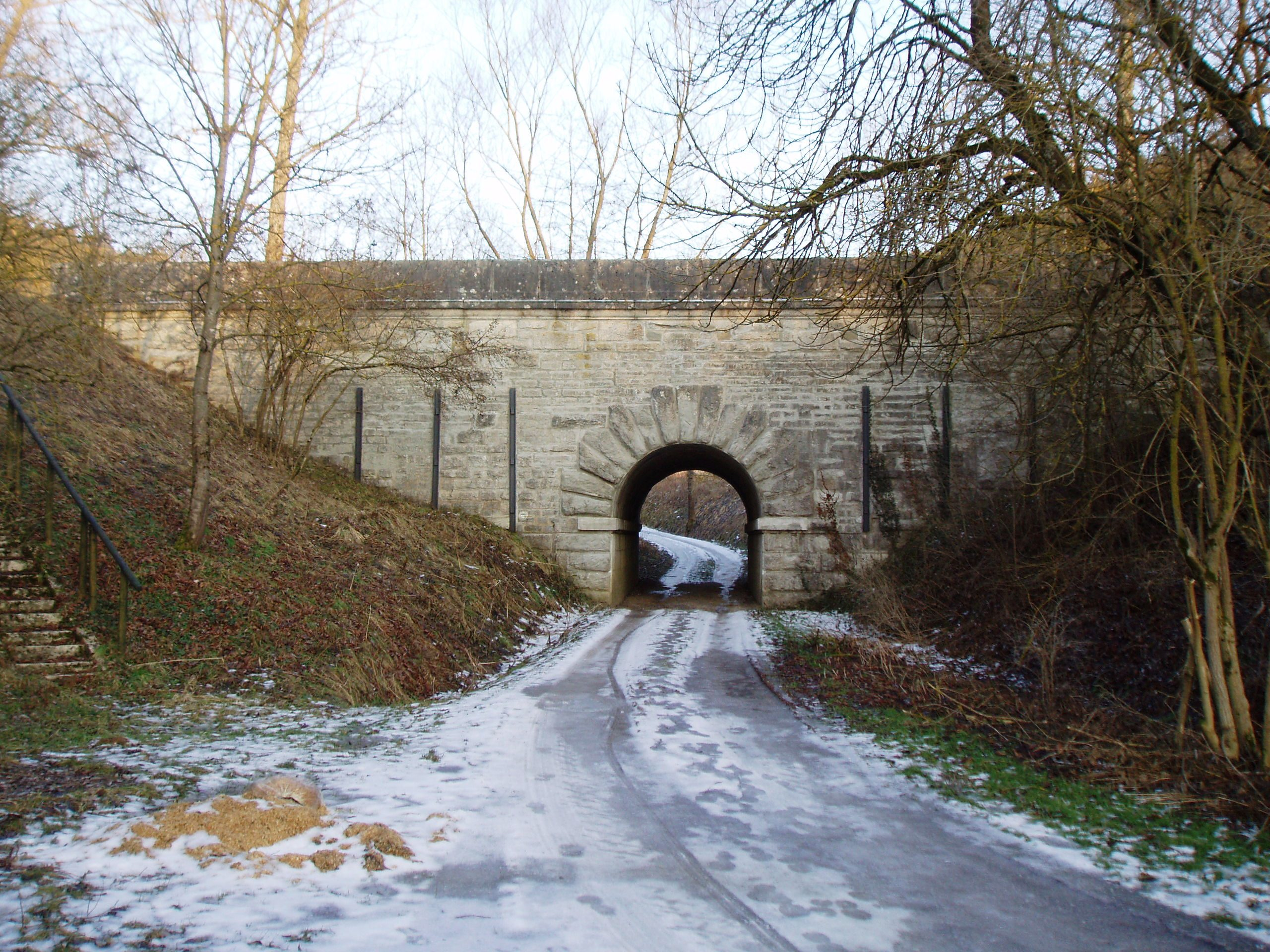
Gösselthal-Brückkanal bei Beilngries, 2009

Insgesamt wurde der Ludwigskanal zehnmal auf Trogbrücken, sogenannten Brückkanälen (heute: Kanalbrücken), über Flüsse, Straßen und Einschnitte geführt. Ursprünglich waren 13 Brückkanäle geplant, die drei größten wurden jedoch aus Kostengründen durch hohe Erddämme ersetzt. Heute sind die beiden unweit voneinander liegenden Brückkanäle über die Schwarzach (17,50 Meter hoch, 14,60 Meter Spannweite, 90 Meter lang) und den Gauchsbach (8,50 Meter hoch, 11,60 Meter Spannweite, 42,50 Meter lang, 49° 21′ 50″ N, 11° 10′ 54,6″ O) erhalten. Mit einer Trogbrücke, dem Oberndorfer Aquädukt, wird die Verbindungsstraße von Gösselthal nach Oberndorf (Beilngries) (49° 3′ 19,2″ N, 11° 28′ 2,4″ O) überspannt, dort führt der Kanal allerdings kein Wasser mehr. Ebenso noch erhalten ist der Brückkanal über den Röthelheimgraben in Erlangen (49° 35′ 29,1″ N, 10° 59′ 50,9″ O), welcher heute mit einer Grundstücks-Zufahrtsstraße überbaut ist.
Der Schwarzach-Brückkanal, der den Kanal bei km 95,2 zwischen den Schleusen 59 und 60 (49° 21′ 19″ N, 11° 12′ 20″ O) mit einer Höhe von 17,50 Metern über den Fluss trägt, gilt als technische Meisterleistung des Projekts. Die insgesamt 90 Meter lange Konstruktion aus mit Sandsteinmehl und Kalk verfugten Sandstein-Quadern überspannt das Schwarzachtal mit einem Bogen von 14,60 Metern Spannweite. Architektonisch orientierten sich von Pechmann und später der königliche Baurat Leo von Klenze für ihre Pläne an römischen Aquädukten. Dieser Brückkanal verursachte jedoch auch den größten Rückschlag des Projekts, als er, bereits 1841 fertiggestellt, 1844 nach einigen Reparaturversuchen fast vollständig abgetragen werden musste.
Der Grund dafür war das zur Füllung des Raums zwischen den Flügelmauern der Südseite verwendete Material aus toniger Erde und Sand, das beim Ausgraben des Kanals anfiel. Es quoll bei der ersten Wasserung 1843 auf, verursachte bereits Stunden danach Risse in den Außenmauern und drohte, diese ganz zu sprengen. Von Pechmann hatte ein Aufquellen zwar vorhergesehen und deshalb zur Stabilisierung eine Verbindung der Mauern mittels eiserner Mauerhaken eingeplant, jedoch die auftretenden Kräfte unterschätzt. Das nördliche auf Fels gegründete Widerlager war mit Sand vom rechten Ufer gefüllt gewesen und deshalb unbeschädigt geblieben. Beim Neuaufbau auf den alten Fundamenten wurde das Innere der Brücke dann hohl gelassen und die Widerlager mit Gewölben abgeschlossen. Während das auf der Nordseite ein kleiner Raum mit einem Spitzbogen ist, erinnert die Halle auf der Südseite an eine gotische Kathedrale.
Größere, heute nicht mehr vorhandene Trogbrücken waren der Dooser Brückkanal an der Nürnberg-Fürther Stadtgrenze über die Pegnitz sowie der siebenbogige Truppach-Brückkanal über die Wiesent bei Forchheim.

### Dämme und Einschnitte

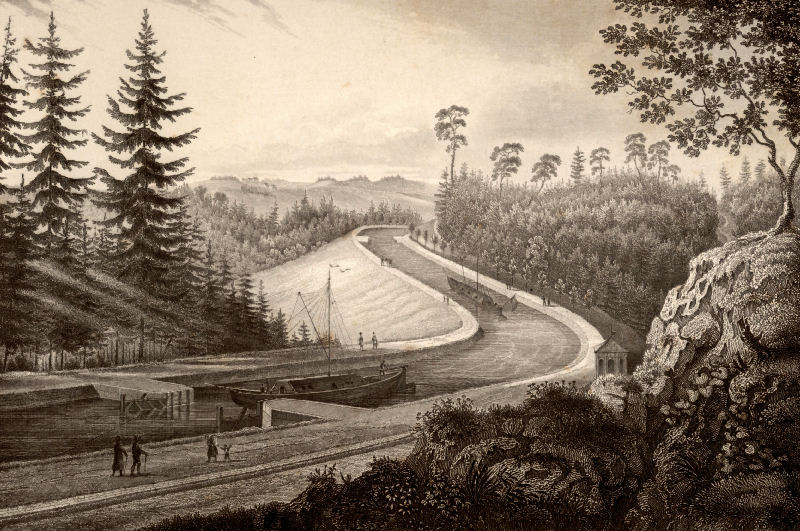
Distellochdamm, Stahlstich (1845) von Alexander Marx

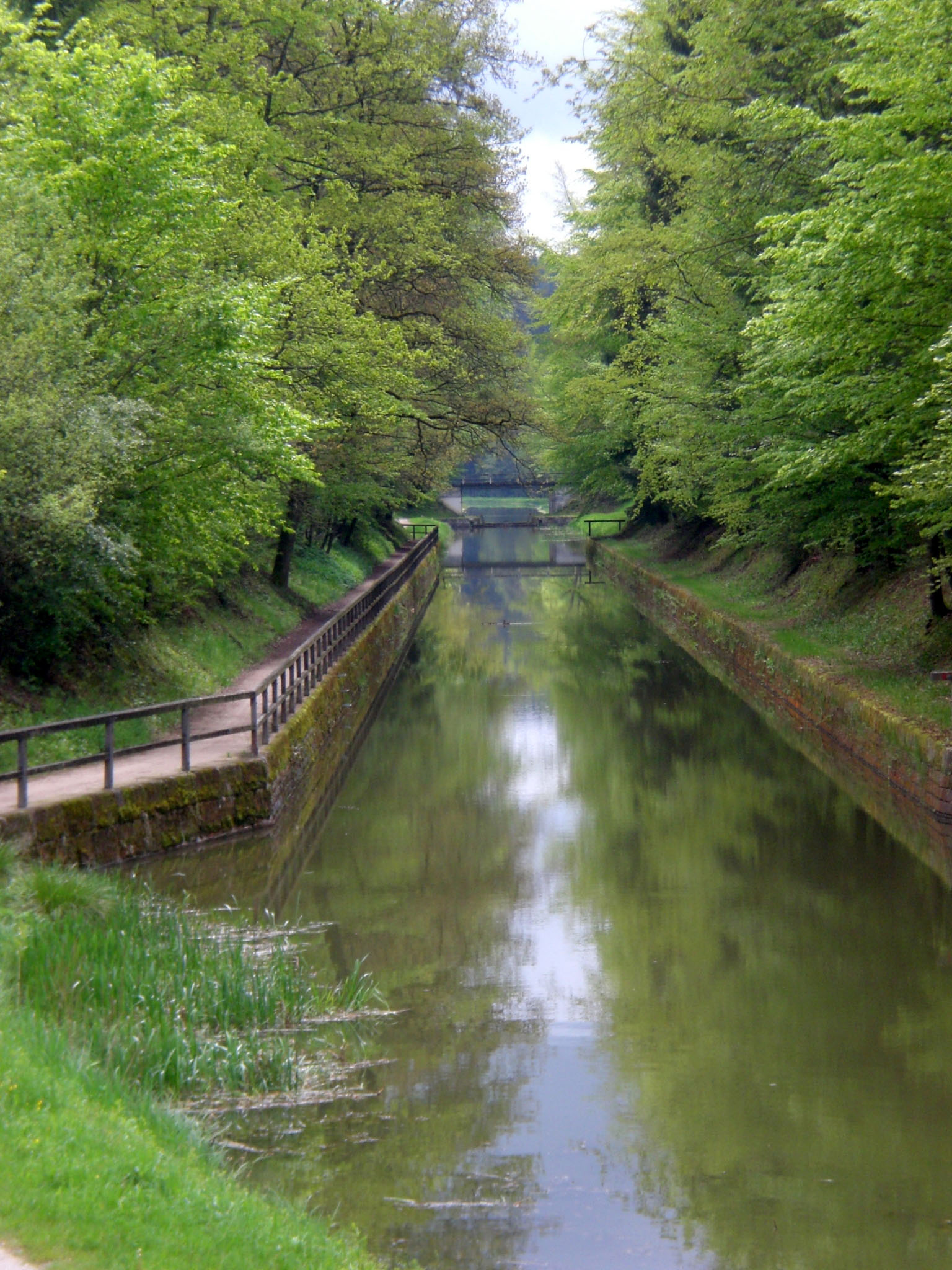
Unterölsbacher Einschnitt, 2010

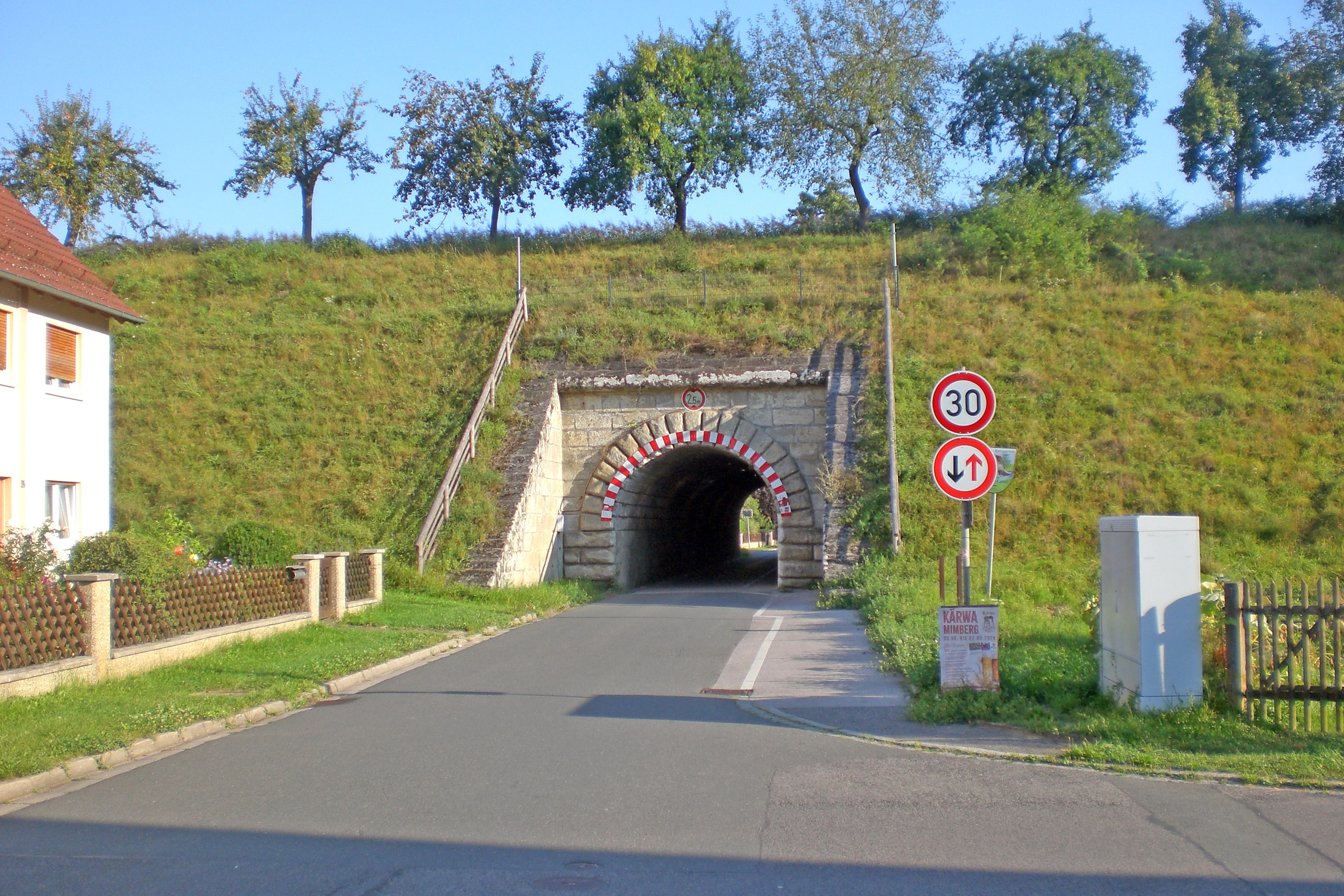
Tunnel in Schwarzenbach (2024)

Drei Dämme entstanden, um zunächst geplante Trogbrücken zu ersetzen. Die weiteren etwa 70 Dämme führten den Kanal über flaches Gelände oder schützten ihn im Bereich der Altmühl und der Regnitz vor dem fast jährlich eintretenden Hochwasser. Straßen und Gewässer konnten in diesen Fällen den Kanal durch kostengünstige Tunnelbauten, sogenannte Durchlässe, queren. Die höchsten noch erhaltenen Dämme des Kanals sind
- der Kettenbachdamm (18,5 Meter hoch, 435 Meter lang)
- der Gruberbachdamm mit Durchlässen für den Kettenbach und den Gruberbach bei Berg bei Neumarkt in der Oberpfalz (km 76)
- der Schwarzenbachdamm (km 84,2) mit Straßendurchlass
- der Distellochdamm (km 84,8, 20 Meter hoch, 319 Meter lang) mit Durchlass für den Tiefenbach bei Schwarzenbach
- der Mühlbachdamm (km 86,7, 16 Meter hoch, 205 Meter lang) bei Burgthann

Um höher gelegene Landschaftsabschnitte ohne Schleusen zu durchqueren, mussten an manchen Stellen sogenannte Einschnitte geschaffen werden. Bis auf den Dörlbacher Einschnitt, für den ein von der Nürnberger Maschinenfabrik Wilhelm Späth konstruierter Schaufelbagger mit Dampfmaschinenantrieb zum Einsatz kam, wurden die Einschnitte von Hand gegraben. Die tiefsten Einschnitte waren
- der Unterölsbacher Einschnitt (23 Meter tief, 580 Meter lang) bei km 78,9,
- der Dörlbacher Einschnitt (14,50 Meter tief, 870 Meter lang) bei km 82,1,
- der Buchberger Einschnitt bei km 64,1.

### Treidelsteine

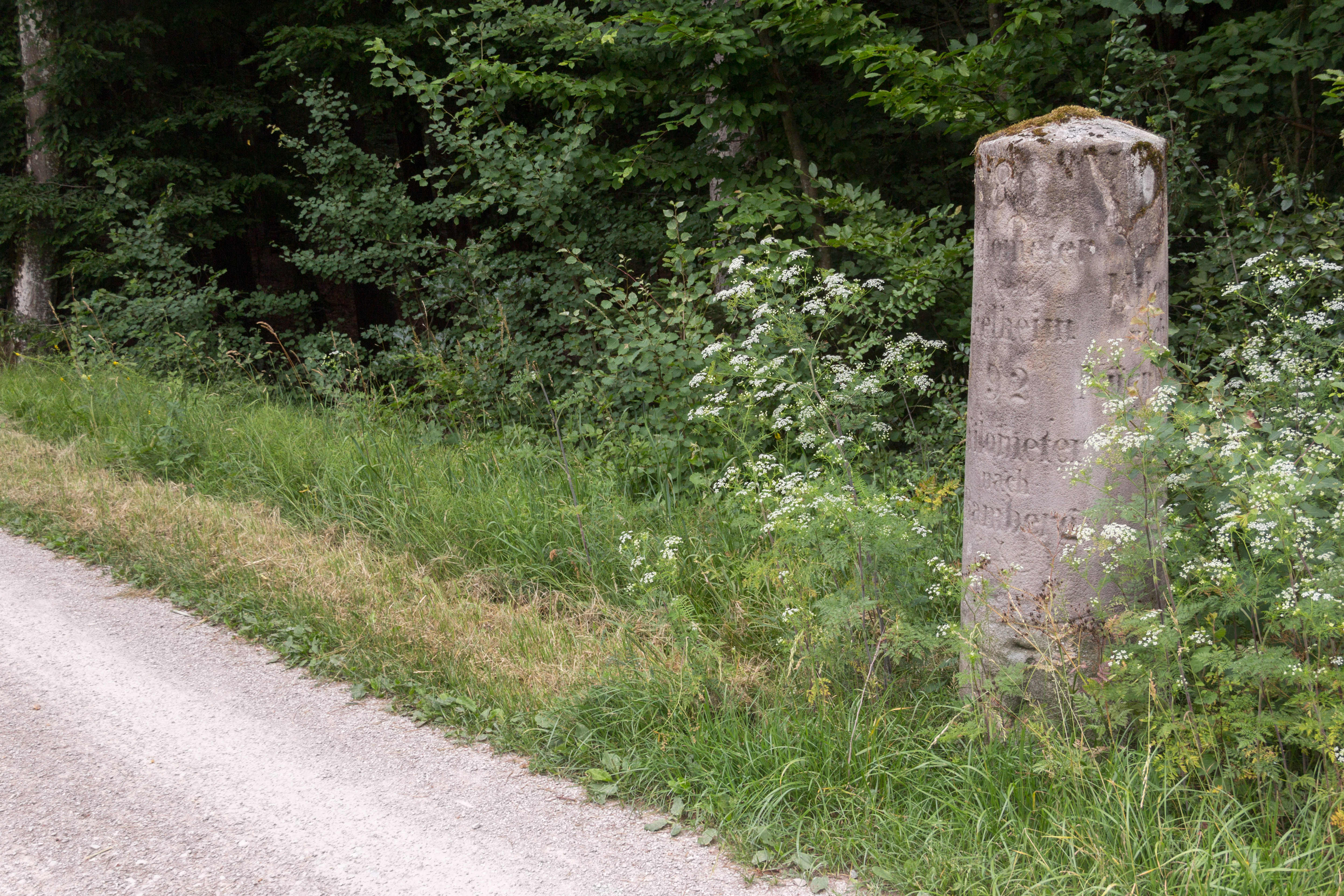
Großer Treidelstein bei Rasch

Treidelsteine sind historische Kilometersteine am Ufer des Kanals. Die Steine dienten früher als Orientierung für Treidler und Schiffsleute. Die Kilometrierung beginnt am Kanalanfang in Kelheim und endet in Bamberg. Alle zehn Kilometer standen große und jeden Kilometer ein kleiner Treidelstein.

## Wasserhaushalt

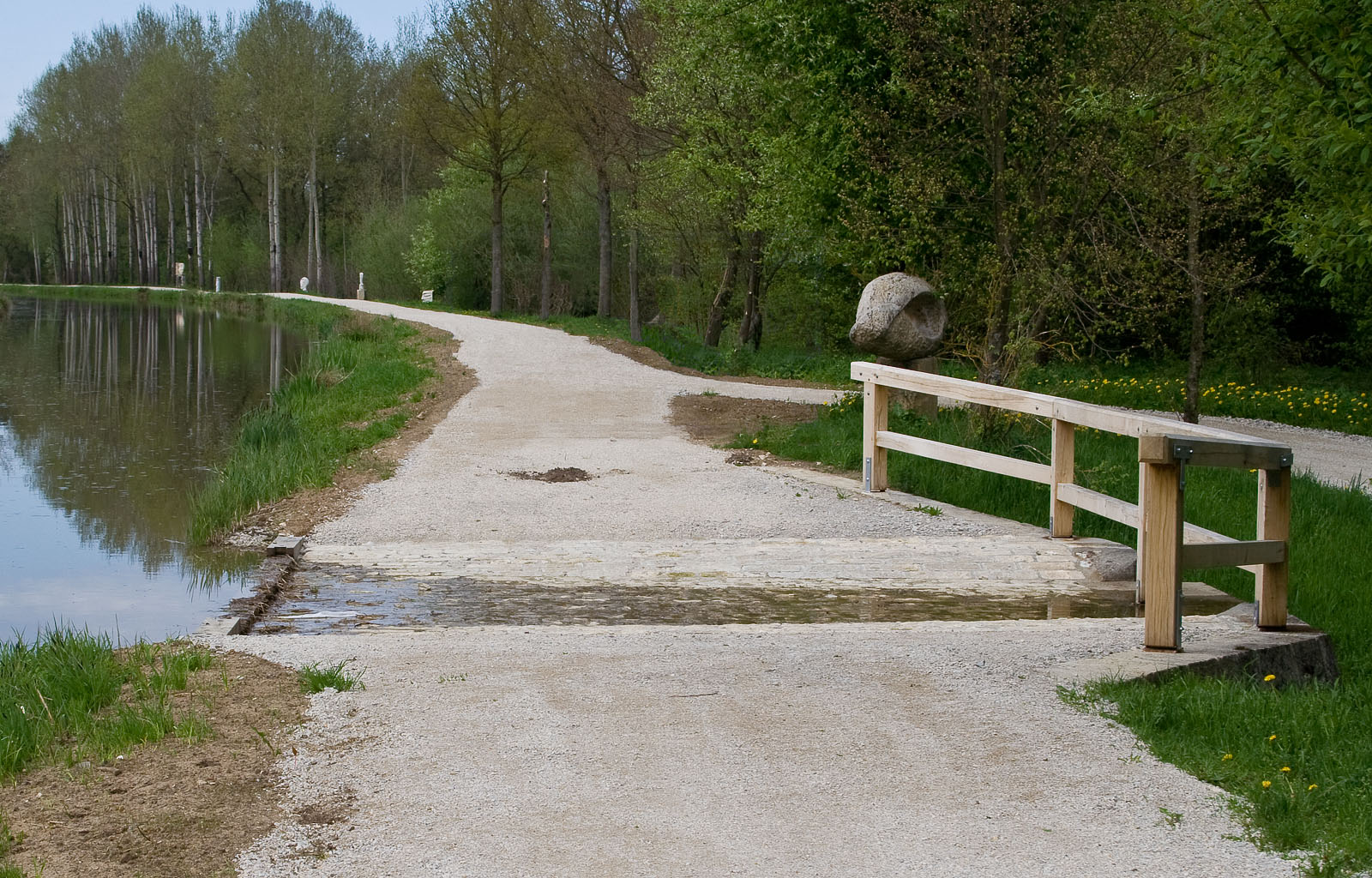
Zwangsentlastung bei Schleuse 25 in den Durchlass des Entengrabens, 2008

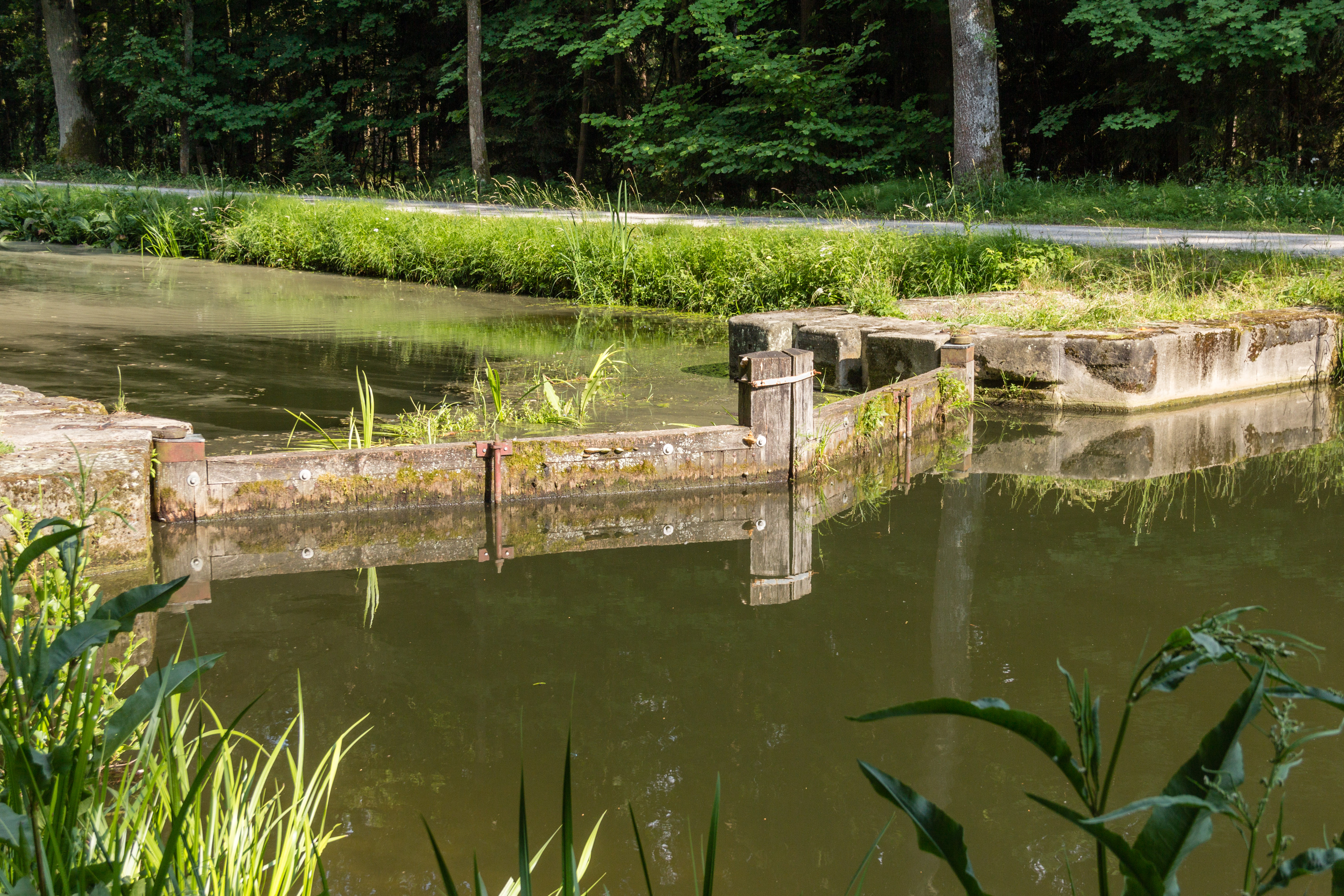
Sicherheitstor zwischen Schleuse 64 und 65 bei Kleinschwarzenlohe, 2018

Das Wasser des Kanals stammte hauptsächlich aus der Schwarzach/Pilsach-Einleitung am Hafen von Neumarkt in der Oberpfalz. Auch vom Gauchsbach bei Feucht und vom Dillberg transportierten Leitgräben Wasser in den Kanal. Der Pilsach-Leitgraben ist der einzige, aus dem heute noch ständig Wasser eingeleitet wird, ca. 250 l pro Sekunde. Die gesamte Scheitelhaltung ist knapp 60 cm tiefer ausgelegt, wodurch ein Reservoir von gut 200.000 m³ Wasser zur Verfügung stand.
Im Stillwasserkanal konnte der Wasserstand durch die Schleusen geregelt werden. Um Wasser bei zu starkem Zulauf auch wieder geregelt ablaufen lassen zu können, wurden 32 sogenannte Zwangsentlastungen (Überläufe) eingebaut. Durch flache Stellen in der Böschung lief überschüssiges Wasser einfach ab. Daneben gab es insgesamt 38 sogenannte Grundablässe, um eine Haltung für Wartungsarbeiten trockenlegen zu können. Das Wasser konnte hier durch Öffnungen in einen Bach oder Fluss abgelassen werden. Einer dieser Grundablässe liegt zwischen dem Brückkanal über die Schwarzach und der benachbarten Schleuse 59 auf der Südseite der Brücke. Über ihn kann Wasser durch einen schmalen, gemauerten Kanal in die tiefer liegende Schwarzach abgeleitet werden. Im Bereich von Altmühl und Regnitz konnte der Wasserpegel in einer gewissen Bandbreite durch Stauwehre reguliert werden. Sie befanden sich meist auf Höhe einer Schleuse und dienten auch zum Schutz der Schleusen vor Hochwasser.
In längeren Kanalabschnitten sowie vor und nach Dämmen befanden sich Sicherheitstore. Im Falle eines Lecks, beispielsweise durch einen Dammbruch, schlossen sich die Tore durch die entstehende Strömung selbständig und verhinderten so ein Auslaufen des Kanals. Diese Tore waren im Normalbetrieb offen, wurden jedoch gelegentlich durch Öffnen der bergab liegenden Schleuse geschlossen. So konnten bei gesenktem Wasserspiegel beispielsweise Wartungsarbeiten durchgeführt werden. Die in die Tore eingebauten Plattenschütze dienten zum Wiederbefüllen eines entleerten Kanalabschnitts und dazu, den Wasserzufluss zu regulieren.

## Betrieb

### Häfen und Landestellen

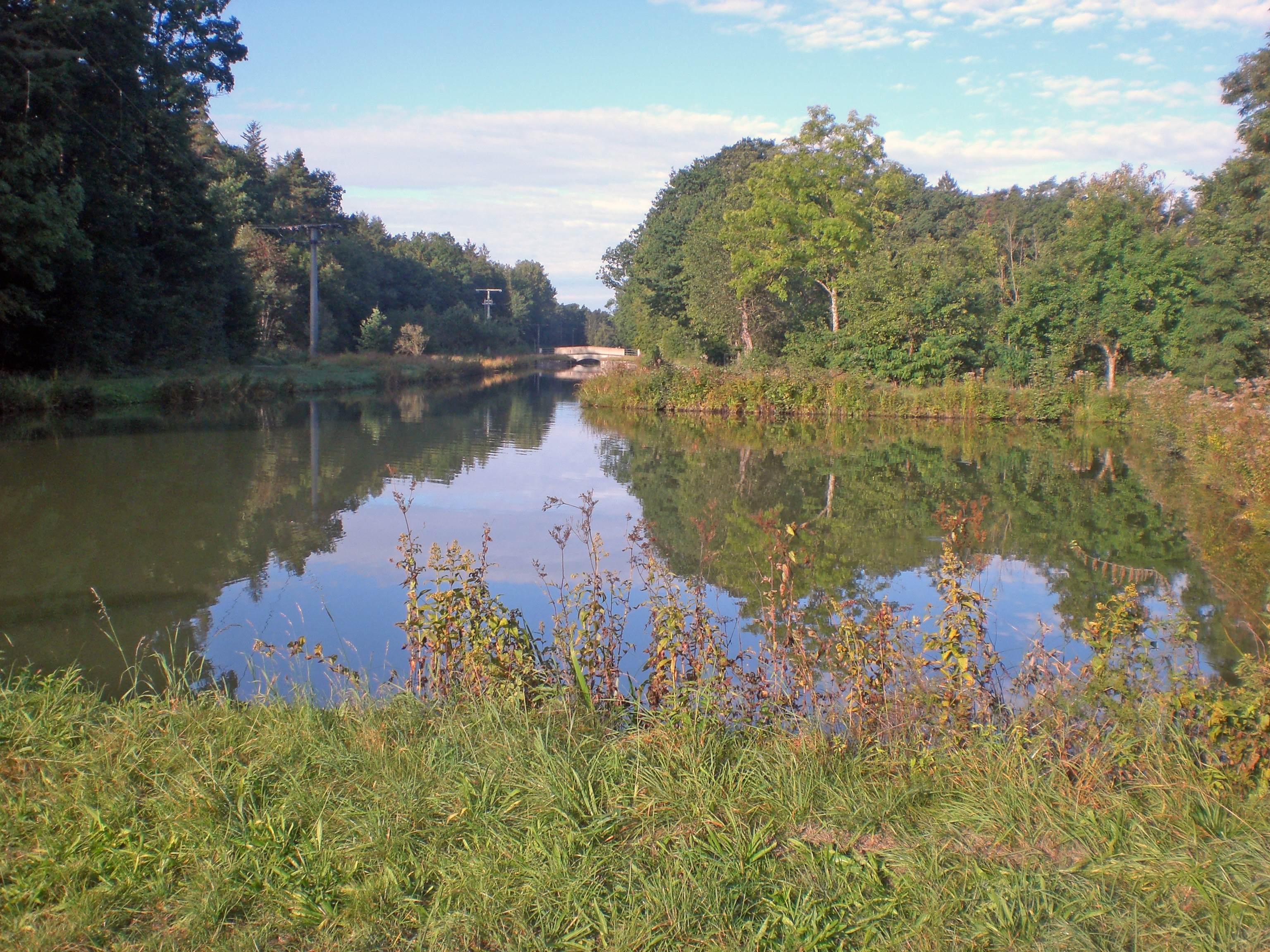
Hafenbecken in Pfeifferhütte (2023)

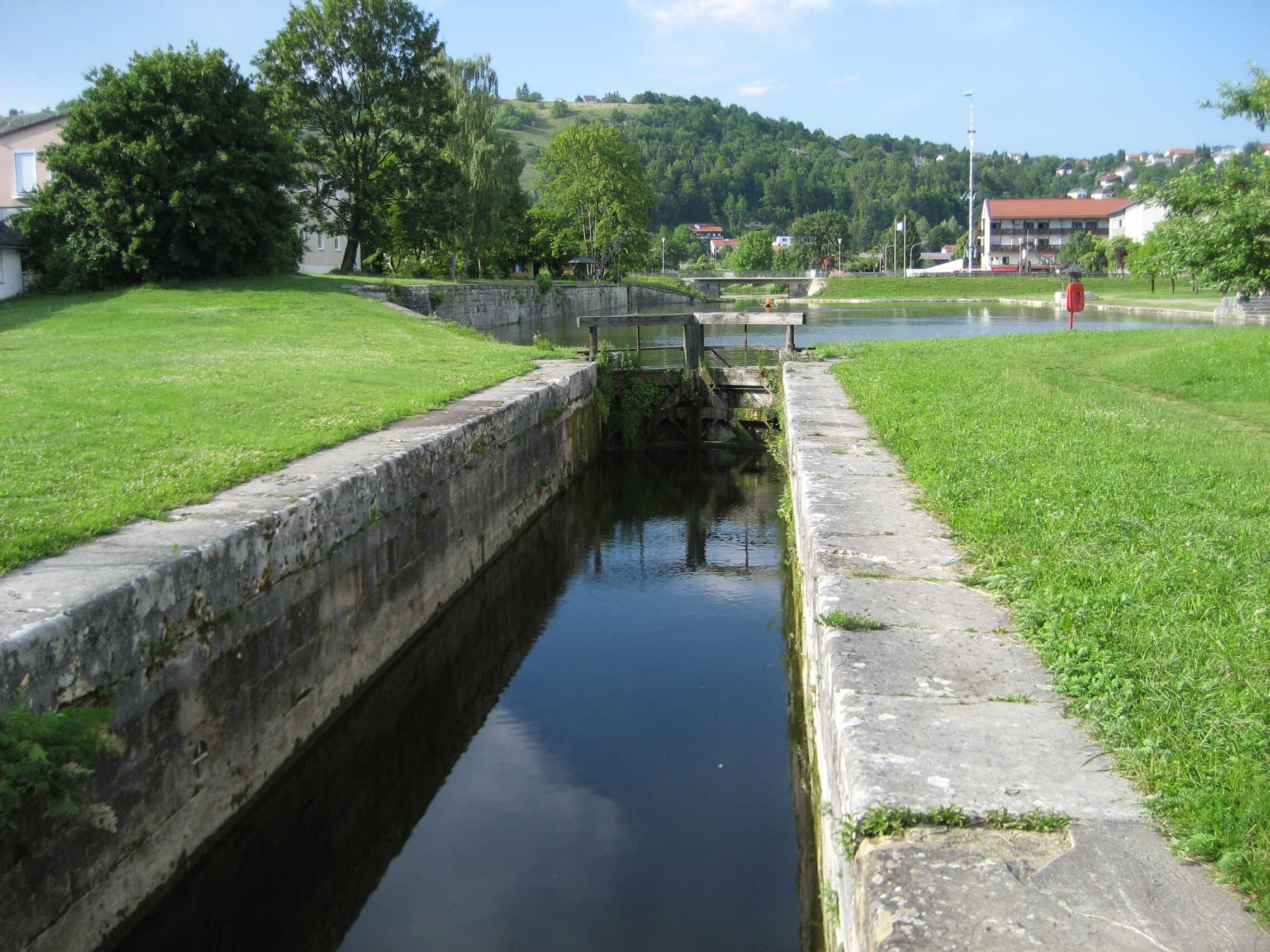
Schleuse 1 und Kanalhafen in Kelheim, 2007

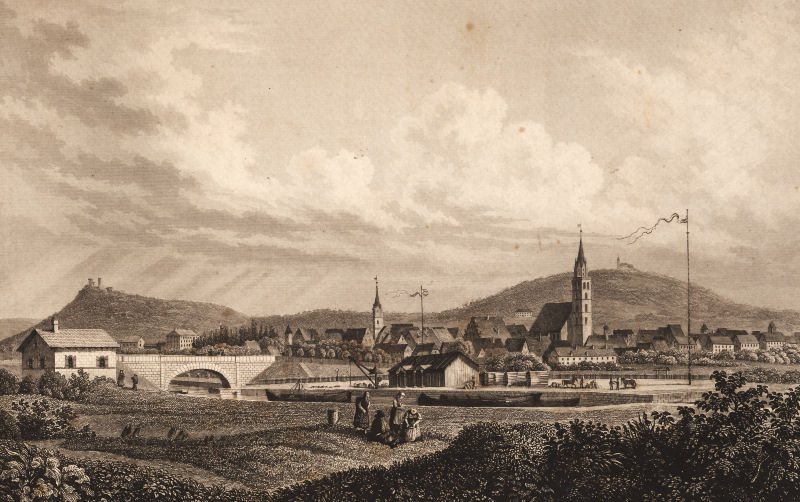
Kanalhafen von Neumarkt in der Oberpfalz, Stahlstich (1845) von Alexander Marx

Zum Be- und Entladen der Schiffe gab es am Ludwigskanal ursprünglich, das heißt bei der Eröffnung, 7 Häfen und 15 weitere Anlandeplätze, genannt Länden. Letztere wurden mit von Pechmanns Worten „dadurch gebildet, dass man dort statt der Uferböschung eine etwa 58 m lange senkrechte Kaimauer als Ufer errichtete, diese etwas nach hinten versetzte und dadurch das Kanalbett um den gleichen Betrag verbreitete.“ Viele Länden entstanden alleine auf Betreiben von den am Kanal liegenden Gemeinden oder Unternehmen. Solche Länden befanden bzw. befinden sich beispielsweise in Wendelstein, Pfeifferhütte, Rasch und Berching. Für ihre Benutzung erhob man keine Gebühren, es reichte die mündlich erteilte Erlaubnis des Schleusen- oder Kanalwärters. Die verladenen Güter variierten je nach Region, so war die Lände Pfeifferhütte vor allem Umschlagplatz für Getreide, in Worzeldorf und Wendelstein wurden vor allem Steine aus den nahen Steinbrüchen (siehe Wernloch) und Ziegelsteine für den Transport nach Nürnberg verladen. Mit der Zeit stieg der Bedarf für solche Länden allerdings anscheinend, so enthielt der Führer über die deutschen Wasserstraßen von 1893 bereits 37.
Häfen waren meist beiderseitige Verbreiterungen der Haltung auf unterschiedlicher Länge mit senkrechten Kaimauern und verfügten über Lagergebäude. Als wichtigster Ort am Kanal galt Nürnberg, das über den größten Hafen (ca. 50 m × 300 m) am Ludwigskanal verfügte.
Die alten Kanalhäfen von Kelheim, Beilngries, Neumarkt in der Oberpfalz, Pfeifferhütte, Wendelstein, Worzeldorf und Bamberg existieren noch. Alte Fotos zeigen, wie wenig sich dort über die Jahre geändert hat: Lagerhalle, Schleusenwärterhaus, Hafenbecken, Schleuse und Ladekräne sind weitgehend im Originalzustand erhalten geblieben.
Weitere wichtige Häfen befanden sich in Fürth, Erlangen und Forchheim. Zum Be- und Entladen kamen hauptsächlich von der Späthschen Maschinenfabrik konstruierte und gefertigte Kräne mit einer Tragkraft von 30 Zentnern zum Einsatz. Sie stehen noch an mehreren Stellen am Kanal und werden vor allem im Hafen Neumarkt noch von der dortigen Flussmeisterei genutzt. Für jeden Hafen war ein Hafenmeister zuständig, dessen Funktion auch einem Schleusen- oder Kanalwärter übertragen werden konnte.
Allerdings war es – wenn auch an den schrägen Böschungen und ohne Kräne schwieriger – auch ohne speziellen Anlandeplatz möglich, an jedem gewünschten Punkt am Kanal festzumachen und Ladung zu übernehmen oder zu löschen. Der Schiffer brauchte dies nur rechtzeitig der Kanaldirektion mitzuteilen, die Genehmigung für das Anlegen außerhalb von Länden und Häfen war allerdings gebührenpflichtig, es wurde dafür eine sogenannte Böschungsgebühr erhoben.

### Wirtschaft

Transportierte Mengen und Betriebsergebnisse des Ludwigskanals (1843 bis 1912)

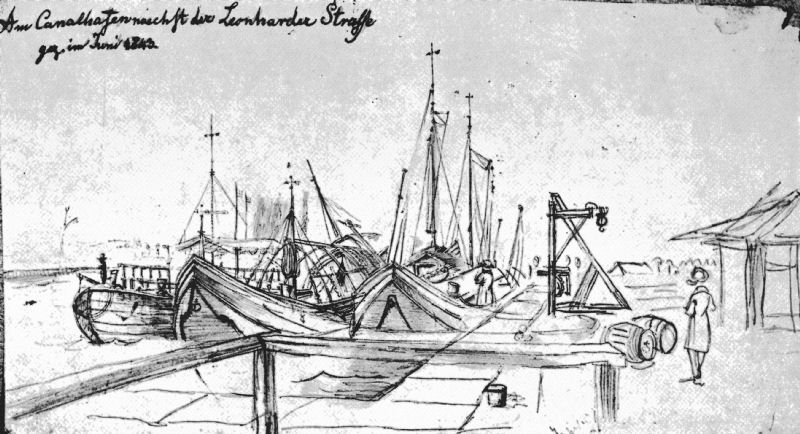
Am Canalhafen naechst der Leonharder Straße, Bleistiftzeichnung (1843) von Georg Christoph Wilder

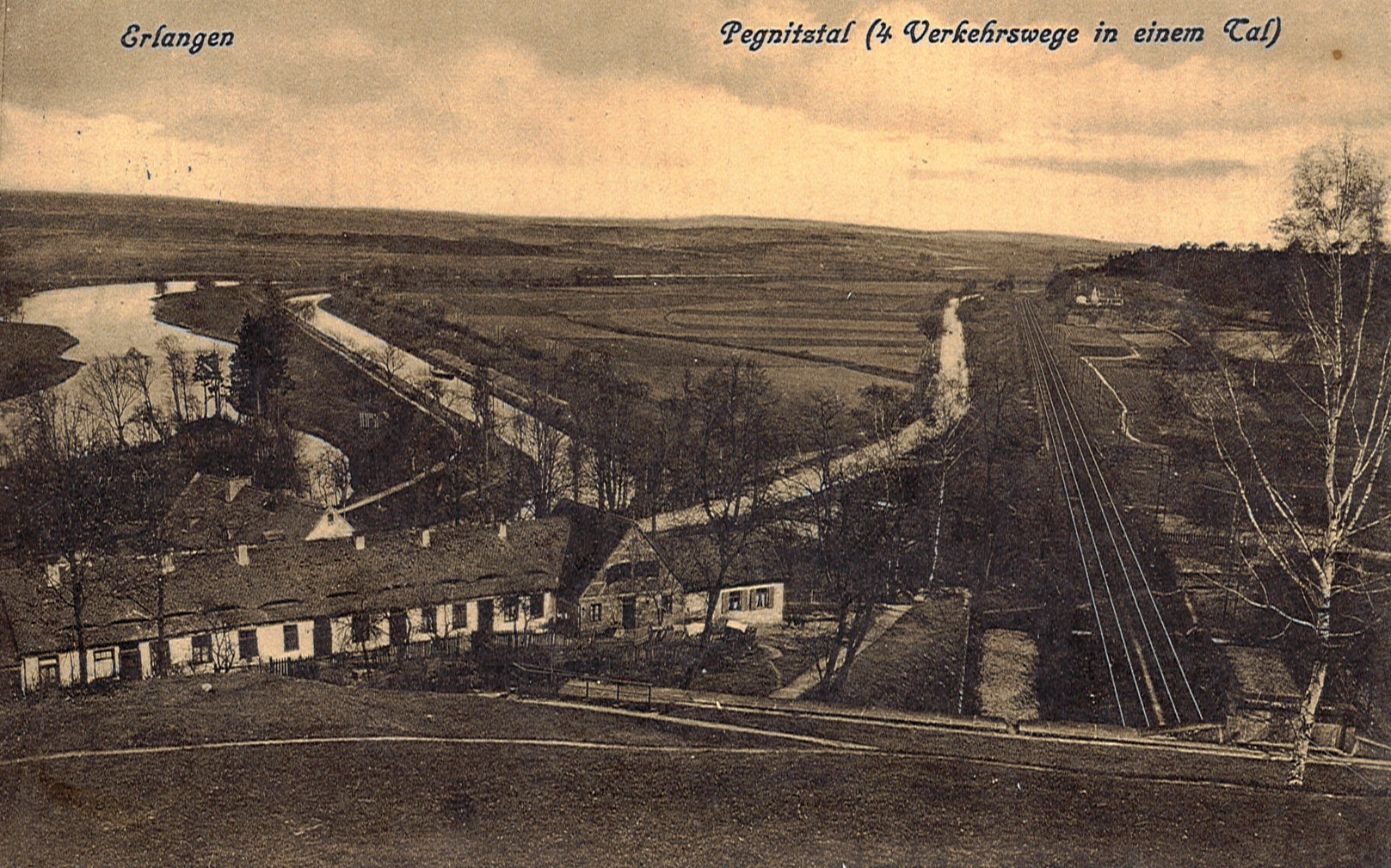
Blick vom Erlanger Burgberg auf Regnitz, Ludwig-Donau-Main-Kanal, Chaussee und Ludwig-Süd-Nord-Bahn, um 1900

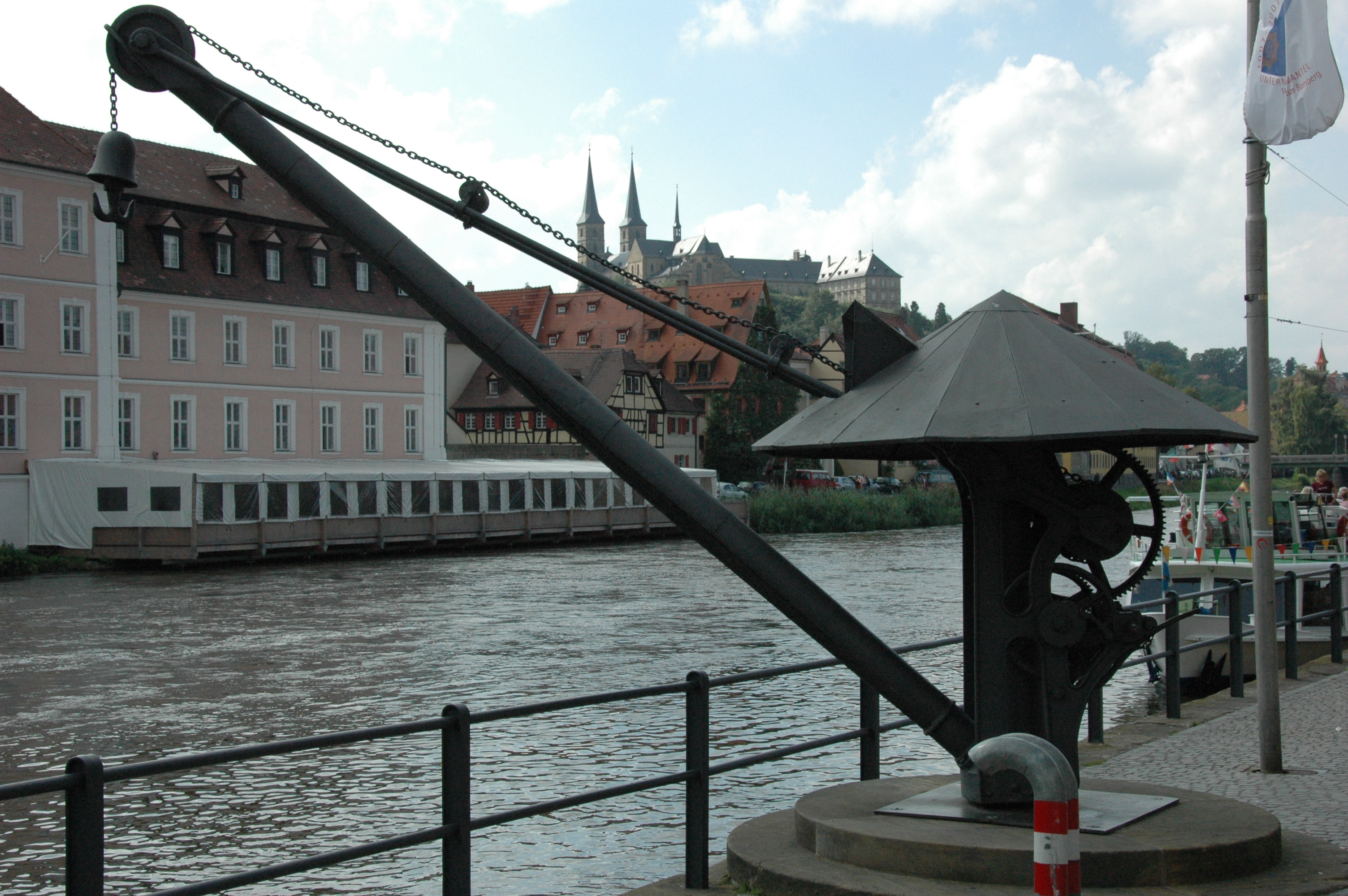
Historischer Kran am ehemaligen Hafen Am Kranen in Bamberg, 2007

Bei einer Geschwindigkeit von 3 km/h eines pferdegezogenen Schiffes dauerte eine Fahrt von Kelheim bis Bamberg, einschließlich 10 bis 15 Minuten pro Schleusung und Nachtruhe, etwa sechs Tage. Von Amsterdam bis nach Wien war man mit dem Schiff gute zwei Monate unterwegs.
Der Betrieb des Kanals sollte sich für die Investoren auch lohnen. Deshalb wurden für die Benutzung des Ludwigskanals und seiner Häfen Gebühren erhoben, die in Gebührenordnungen veröffentlicht wurden. Den Kanalgebühren unterlag jedes den Kanal befahrende Schiff, den Hafengebühren nur jene, welche sich in einem Hafen aufhielten. Die Gebührenordnungen waren umfangreiche und detaillierte Aufstellungen. Beladene Schiffe waren in der ersten Gebührenordnung von 1843 nach geladenem Gut in zehn verschiedene Klassen eingeteilt, für die sich die Kanalgebühren pro Zentner und Meile der Fahrt von 0,1 bis 1,3 Kreuzer beliefen. Für leere Schiffe waren die Gebühren in sechs Größenklassen gestaffelt, pro Meile von 8 bis 40 Kreuzer. Der zu zahlende Mindestbetrag war der eines unbeladenen Schiffes der jeweiligen Klasse, war also auch für nur wenig und mit geringem Wert beladene Schiffe zu zahlen. Bereits 1846 gab es die erste Gebührensenkung mit einer Konsolidierung auf nur mehr 5 Güterklassen mit Gebühren von 0,2 bis 0,5 Kreuzer pro Zentner, 1853, 1860 und 1863 folgten weitere Senkungen. Als grober Anhaltspunkt: 1850 kostete eine Maß Bier 5 Kreuzer.
Beladene und unbeladene Schiffe hatten die Kanalgebühr an der ersten von ihnen berührten Erhebungsstelle für die ganze Kanalstrecke, die sie mit unveränderter Ladung zurücklegten, zu entrichten. Schiffe, die auf ihrer Fahrt keine Erhebungsstelle berührten, bezahlten die Kanalgebühren vor ihrer Abfahrt an der dem Abfahrtsort nächstliegenden Erhebungsstelle.
Hafengebühren entstanden für alle Schiffe, die geschäftlich im Hafen lagen. Solange ein Schiff beladen war oder mit Aus-, Ein- oder Umladen beschäftigt war, lagen die Gebühren 1843 je nach Schiffsklasse zwischen 4 und 20 Kreuzer pro Tag, für leere Schiffe fiel die Hälfte an. Lag ein Schiff nur für die Nacht oder weniger als 18 Stunden im Hafen, fielen keine Hafengebühren an. Darüber hinaus fielen für das Ein- oder Ausladen von Gütern sogenannte Krangebühren an (gestaffelt nach Warenklasse), zusätzlich Waaggebühren (0,2 Kreuzer pro Zentner), wenn die Hafenwaagen benutzt wurden. Der Arbeitsaufwand des Ein-, Aus- und Umladens wurde ebenfalls nach Gewicht berechnet, sofern er nicht vom Schiffspersonal erledigt wurde. Wurden Waren auf dem Hafengelände (unter freiem Himmel oder im Lagerhaus) gelagert, wurde dies ebenfalls pro angefangenem Monat berechnet.
1852 beliefen sich die gesamten Einnahmen auf 160.671 Gulden, wobei der Anteil an Schifffahrtsgebühren 145.849 Gulden, Hafen- und Überwinterungsgebühren 1.506 Gulden und Lager- und Lagerhausgebühren 6.583 Gulden betrug. Auf der Ausgabenseite liefen im gleichen Jahr 94.145 Gulden auf.
Die geplante jährliche Transportmenge auf dem Kanal lag bei 100.000 Tonnen, wobei das Kanaljahr von März bis November ging, im Winter ruhte der Betrieb. Im ersten vollen Betriebsjahr 1847 wurden gut 175.000 Tonnen befördert, bis 1850 stieg die Menge weiter bis auf knapp 196.000 Tonnen, womit aber auch schon der Höchststand erreicht war. Einem Tiefstand 1853/54, der durch eine Gebührensenkung aufgefangen werden konnte, folgten noch einmal zehn transportstarke Jahre, dann setzte jedoch ein bis 1895 dauernder Trend nach unten ein. Mit einem fünfjährigen Zwischenhoch um 1900 ging die Menge noch einmal von gut 80.000 auf 150.000 Tonnen hoch, sank danach aber bis 1912 auf gut 60.000 Tonnen ab. 1925 waren es rund 22.000 Tonnen und 1940 rund 35.000 Tonnen. Die transportierte Fracht setzte sich hauptsächlich aus Holz, Steinen, Kohle und Agrarprodukten zusammen.
Das Geschäftsergebnis verlief nicht ganz parallel. Nach Anfangsverlusten konnten von 1850 bis 1863 durchgehend Gewinne ausgewiesen werden, wenn sie mit rund 50.000 Gulden pro Jahr auch verhältnismäßig klein waren. Danach kam man nicht mehr aus der Verlustzone. Bis 1912 lief ein Gesamtverlust von 2,9 Millionen Gulden auf. Ein Grund dafür waren die mehrmals nötigen, teils erheblichen Gebührensenkungen, um konkurrenzfähig zu bleiben.
Dafür waren sowohl die zunehmende Verbreitung der Eisenbahn als auch die fast zeitgleich errichtete und streckenweise parallel zum Kanal verlaufende Bahnstrecke Nürnberg–Bamberg der Ludwig-Süd-Nord-Bahn verantwortlich. Ein anderer wesentlicher Grund lag darin, dass kein durchgehender Schiffsverkehr zwischen Rhein und Donau möglich war. Die Rhein und Donau befahrenden Schiffe waren zu breit für den Kanal und die eigens für den Kanal gebauten Schiffe hatten für Main und Donau einen zu großen Tiefgang.
Bereits in den 1890er Jahren gab es Ideen für einen neuen, größeren Main-Donau-Kanal, für den auch Prinz Ludwig von Bayern 1891 eintrat. Die Realisierung sollte jedoch bis in die zweite Hälfte des 20. Jahrhunderts dauern.
Die Nutzung der Treidelpfade als idyllisch gelegene Wander- und Radwege ist eine Entwicklung, die schon um die Jahrhundertwende begann. Die Hektik der sich immer mehr entwickelnden Industrie und des rasch anwachsenden Autoverkehrs ging am alten Kanal fast vollständig vorbei. Zeitgenössischen Zeitungsartikeln zufolge wurde der Kanal von der Bevölkerung nicht mehr hauptsächlich als Verkehrsweg angesehen, sondern als Ausflugsziel, als Ort zum Schwimmen und Fischen. Die wirtschaftliche Bedeutung sank, der Freizeitwert stieg.
In Büchern und von Zeitzeugen als legendär beschrieben werden die sogenannten Schlagrahmdampfer, mit denen Ausflügler im lokalen Verkehr für wenige Pfennige zu Kaffee und Kuchen in Kanallokale geschippert wurden. Die Nationalsozialisten erklärten diese Personenschifffahrt auf dem Ludwigskanal in den 1930er Jahren jedoch zum unerwünschten Luxus und stellten die Dampferfahrten ein. Eine der letzten Nutzungen als Wasserstraße waren 1944 Überführungsfahrten einiger Schnellboote in Richtung Schwarzes Meer.

## Stilllegung und heutige Nutzung

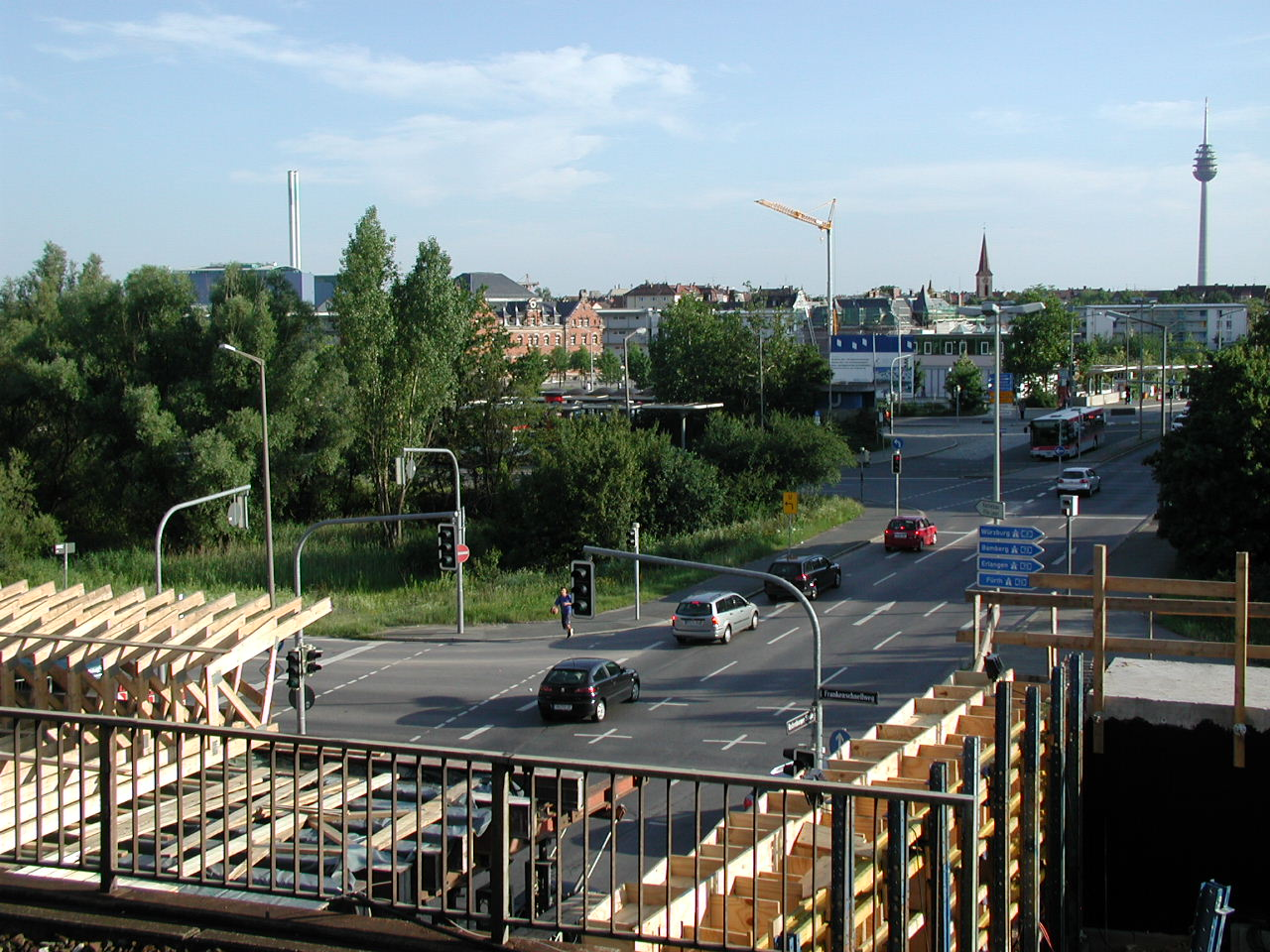
Der mit Schilf bewachsene Mittelstreifen des Frankenschnellwegs in Nürnberg erinnert noch heute an den Verlauf des Kanals

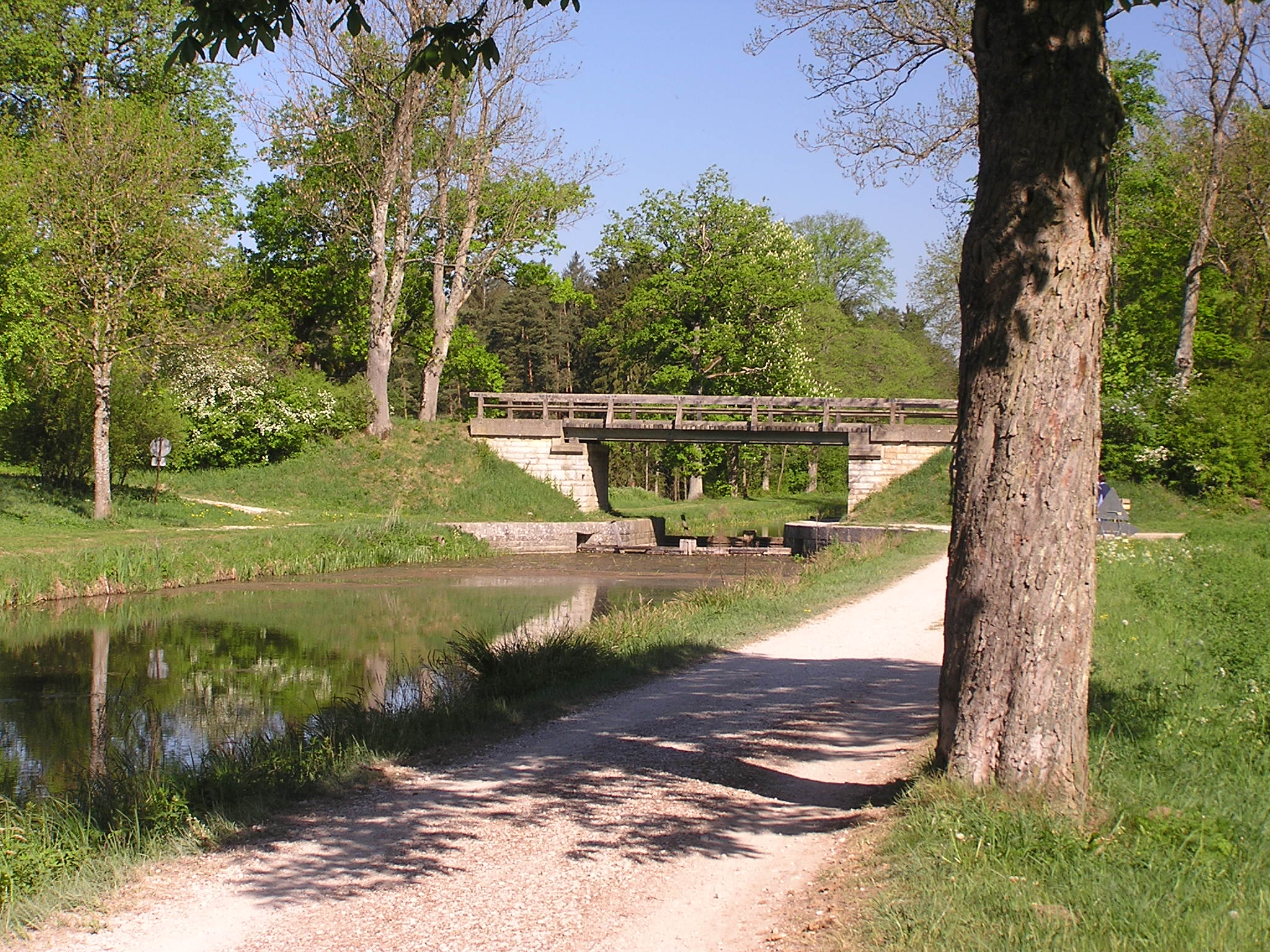
Flachbrücke über den Kanal bei Loderbach

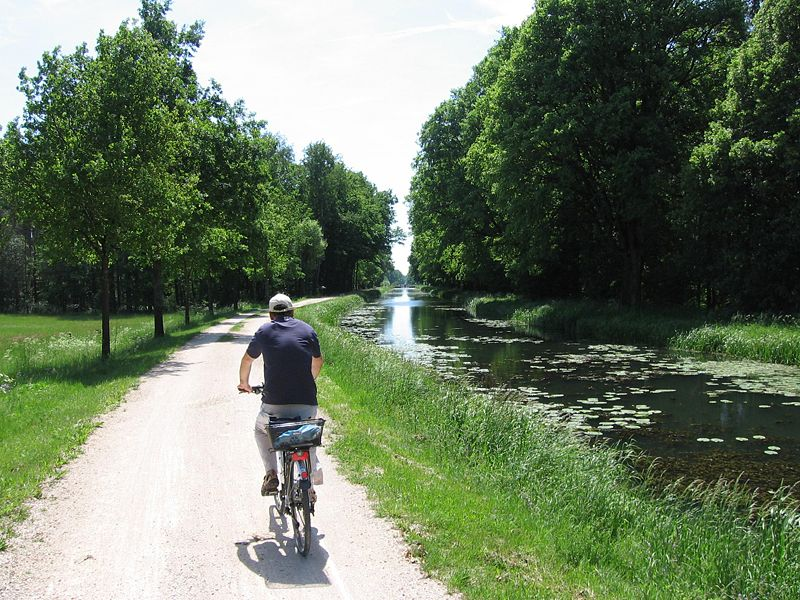
Radweg am Kanal bei Neumarkt in der Oberpfalz

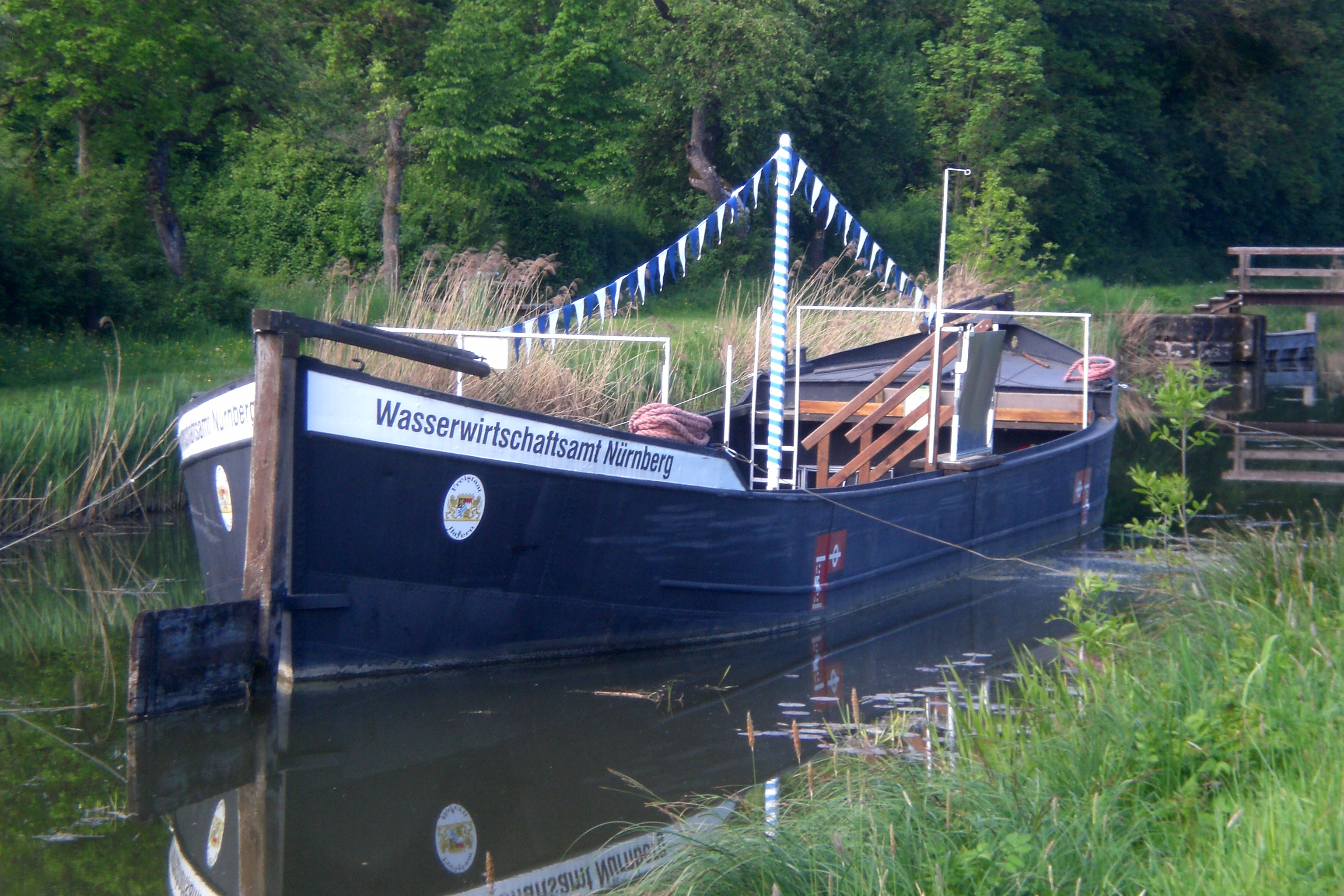
Treidelschiff Elfriede in der Scheitelhaltung bei Schwarzenbach, 2024

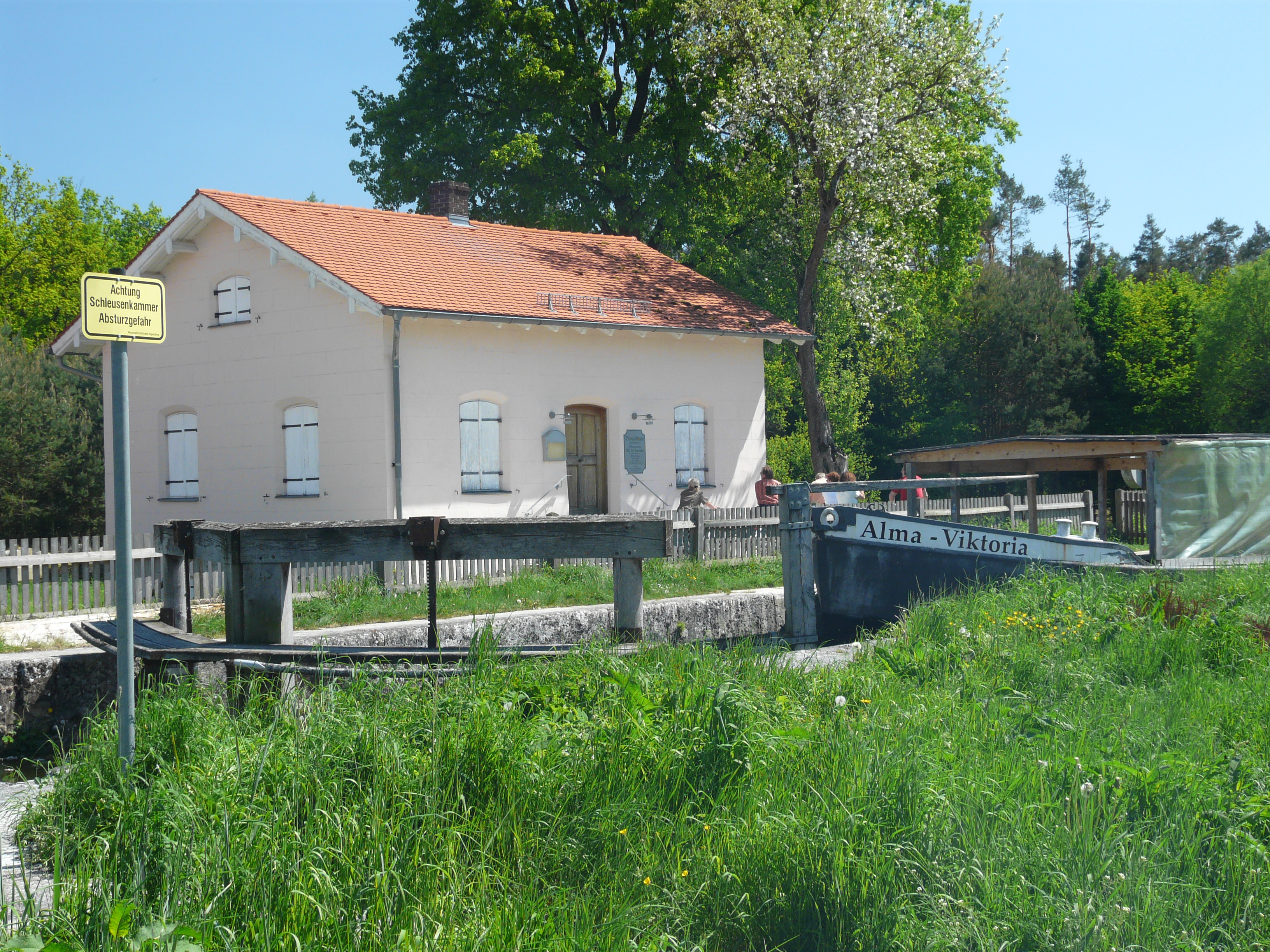
Kanalschiff Alma Viktoria in der Schleuse 25 bei Mühlhausen, 2008

Während des Zweiten Weltkrieges gab es bereits erste Planungen, den Kanal aufzulassen und das Bett zwischen Forchheim und Nürnberg als Trasse für eine Reichsautobahn zu verwenden. Im Krieg wurden auch der Kanal und seine Bauwerke nicht verschont – es gab einige wenige Treffer der Briten, die den Kanal fälschlicherweise als kriegswichtig einstuften, und vor allem im Bereich Fürth zum Ende hin noch Brückensprengungen durch die Wehrmacht. Die Beschädigungen des Zweiten Weltkrieges am Ludwigskanal wurden recht schnell beseitigt, obwohl nach Kriegsende nicht ganz klar war, wie es mit dem Kanal weitergehen sollte. Abschnittsweise fuhren noch Transportschiffe, die vor allem Baumaterial und Schutt transportierten.
Schon 1950 wurde der Kanal aber endgültig aufgelassen, teilweise trockengelegt und insbesondere zwischen Nürnberg und Bamberg abgetragen und überbaut. Seit den 1960er Jahren verläuft hier die Bundesautobahn 73 auf weiten Teilen der alten Kanaltrasse. Der letzte große Eingriff erfolgte durch den Bau des Main-Donau-Kanals im Ottmaringer Tal und im Altmühltal, wodurch der Kanalabschnitt samt den Schleusen 2, 3, 7, 8, 9 und 15 bis 21 zerstört wurde.
In den 1970er Jahren wurde der Kanal mit Inkrafttreten des Bayerischen Denkmalschutzgesetzes (1973) in seinen Teilabschnitten systematisch als Streckendenkmal erfasst und unter Denkmalschutz gestellt. Da noch einige Teilbereiche in der Denkmalliste fehlten, erfolgte in den frühen 1980er Jahren eine Nacherfassung.
Eigentümer der einst königlichen Anlagen ist heute der Freistaat Bayern, verwaltet werden sie von den regional zuständigen Wasserwirtschaftsämtern. Zu den Aufgaben der ihnen untergeordneten Flussmeistereien zählt die Durchführung der nötigen Instandhaltungsarbeiten des insgesamt relativ pflegeleichten Kanals. Darunter fallen die Übergänge an den Schleusen, die Brückkanäle, das Renovieren der Schleusenkammern und Ersetzen des alten Baumbestandes am Kanal. Ebenso muss das Kanalbett von Zeit zu Zeit von angesammelten Wasserpflanzen und Schlamm befreit werden. Im Winter muss, heute wie damals, das Eis an den Brückkanälen zerstoßen werden, damit die sich ausdehnende Eisschicht die Bauwerke nicht beschädigt.
Bis in die frühen 1980er Jahre hinein wurden nur die nötigsten Arbeiten zur Erhaltung erledigt, seitdem wird die Pflege intensiver. So wurden 1986 der Gauchsbach- und der Schwarzach-Brückkanal saniert und die Tröge mit Bitumenbahnen abgedichtet. Ebenso funktionieren einige Schleusen noch und wurden durch das Einsetzen neuer Schleusentore teilweise sogar wieder funktionsfähig gemacht. Dies sind momentan (Mitte 2008) die Schleusen 100, 68, 58, 33, 32, 30, 26, 25, 24, 12 und 1.
Im Gegensatz zu früher – damals wurde Teeröl verwendet – dürfen heute zum Schutz des Holzes keine Imprägniermittel mehr eingesetzt werden. Das Holz altert somit recht schnell und Tore müssen nach maximal 20 Jahren ausgetauscht werden. In den meisten Schleusen wurde daher das Tor am Oberhaupt durch eine Fallmauer aus Beton ersetzt und am Unterhaupt ersatzlos entfernt. Auch heute noch wichtig sind die vorgenannten Sicherheitstore, die deshalb auch regelmäßig erneuert werden.
Die noch bestehenden Teilstücke sind für Ausflügler interessant und gut in Rad- und Fußwanderwege eingebunden. So liegen am Schwarzach-Brückkanal Start- und Zielpunkt eines sechs Kilometer langen, vom Wasserwirtschaftsamt Nürnberg als Lehrpfad angelegten Rundwegs. Das Teilstück von Worzeldorf bis Neumarkt gehört zum Fünf-Flüsse-Radweg.
Die meisten der heute noch gefluteten Haltungen des Kanales haben aufgrund der geringen Wassertiefe, des hohen Nährstoffgehaltes des Wassers und der fehlenden Durchmischung mit teils massiven Verkrautungen zu kämpfen, die turnusmäßig beseitigt werden müssen.
Die einzigen noch regelmäßig auf dem Kanal verkehrenden Schiffe sind zwei Treidelschiffe der Wasserwirtschaftsämter Nürnberg und Regensburg, die in den Frühjahrs- und Sommermonaten kurze Fahrten für Touristen anbieten. Die Elfriede verkehrt in einem Abschnitt der Scheitelhaltung bei Schwarzenbach, die Alma-Viktoria in den Haltungen der Schleusen 24 und 25 bei Mühlhausen.
Seit 1995 befindet sich im Südflügel der Burg Burgthann das Bayerische Ludwig-Donau-Main-Kanal-Museum.
In weiteren Gemeinden gibt es mittlerweile ernsthafte Planungen für Kanalmuseen. Einer der Standorte ist die im aufgelassenen nördlichen Teil gelegene Schleuse 94 bei Eggolsheim.

## Kunst am Kanal

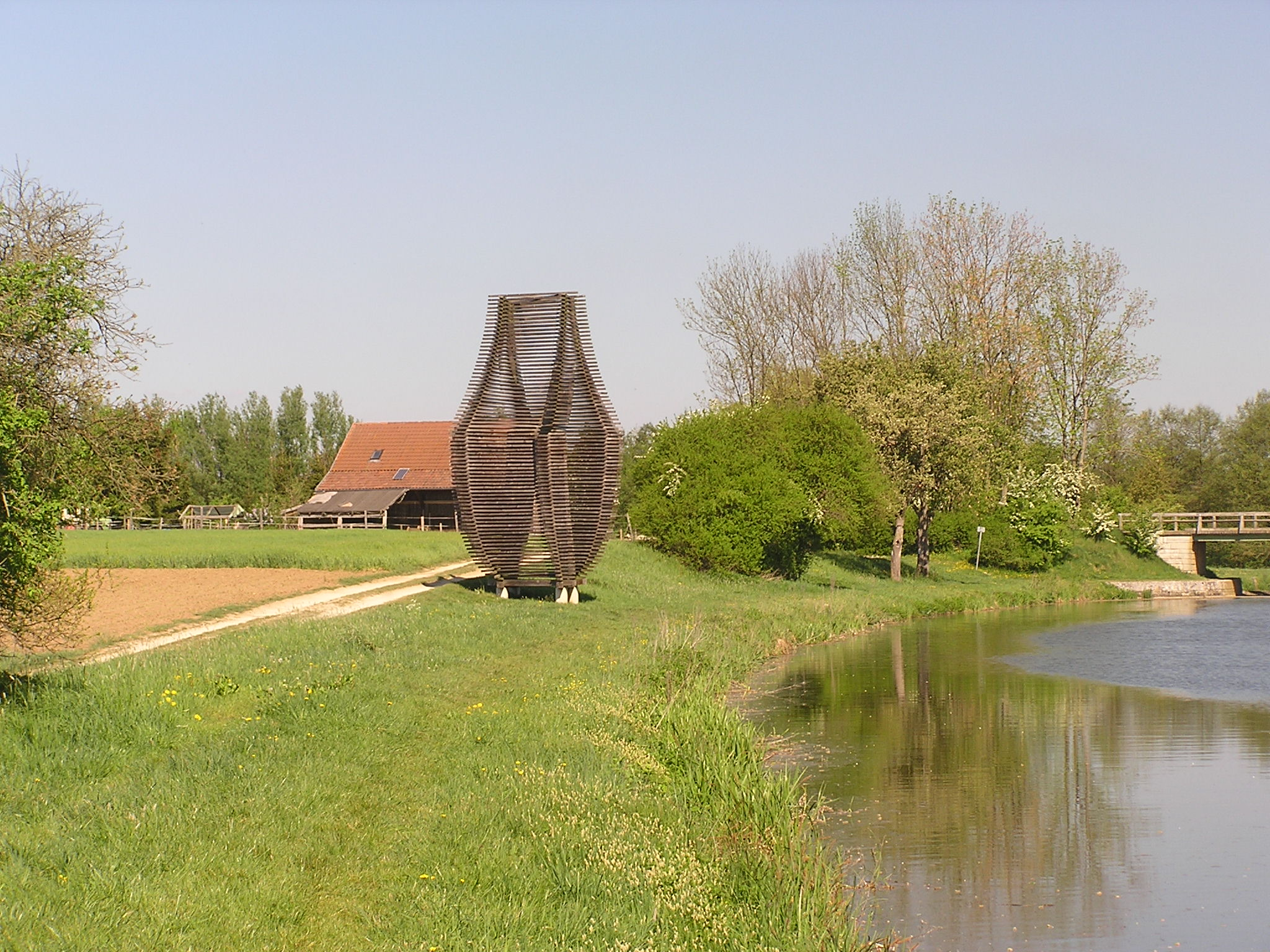
Skulptur Stapelung 3 am Ludwigskanal bei Berg bei Neumarkt in der Oberpfalz, 2007

Im Landkreis Neumarkt in der Oberpfalz existiert seit 2003 das Projekt Kunst am Kanal, bei dem bisher drei Skulpturen(gruppen) am Ludwigskanal gestaltet wurden. Dies sind ein Stelenfeld zwischen Berg und Neumarkt an der Straße nach Beckenhof sowie die Himmelsleiter südlich der Verbindungsstraße vom Berger Ortsteil Unterölsbach nach Reichenholz in der Gemeinde Burgthann. Die Stapelung 3 genannte Holzkonstruktion an der Heinrichsburgbrücke bei Berg bei Neumarkt in der Oberpfalz wurde am 1. März 2008 durch den Orkan Emma zerstört und im Folgejahr wieder aufgebaut.

### Karten
- Bayerisches Landesvermessungsamt: Umgebungskarte – Topographische Karten Bayern. Naturpark Altmühltal, Östlicher Teil – Parsberg, Riedenburg, Mainburg, Regensburg-West, Kelheim. Altmühl-Panoramaweg, Jakobsweg, Juraweg. Mit Wanderwegen u. Radwanderwegen. UTM-Gitter f. GPS. Die Karte des Naturparks Altmühltal. 1: 50.000. ISBN 3-86038-422-8

- Bayerisches Landesvermessungsamt: Topographische Karte 1: 25.000 (TK 25) (in der Reihenfolge des Streckenverlaufs von Kelheim nach Bamberg):
  - 7037 Kelheim, 7036 Riedenburg, 7035 Schamhaupten, 6935 Dietfurt a.d. Altmühl, 6934 Beilngries, 6834 Berching, 6734 Neumarkt i.d.OPf., 6634 Altdorf b. Nürnberg, 6633 Feucht, 6632 Schwabach, 6532 Nürnberg, 6531 Fürth, 6431 Herzogenaurach, 6331 Röttenbach, 6332 Erlangen Nord, 6232 Forchheim, 6132 Buttenheim, 6131 Bamberg Süd, 6031 Bamberg Nord.